# Liste der Biografien/Kla
Liste der Biografien |
Portal Biografien |
Personensuche
# |
A |
B |
C |
D |
E |
F |
G |
H |
I |
J |
K |
L |
M |
N |
O |
P |
Q |
R |
S |
T |
U |
V |
W |
X |
Y |
Z |
?
 
Ka |
Kb |
Kc |
Kd |
Ke |
Kf |
Kg |
Kh |
Ki |
Kj |
Kl |
Km |
Kn |
Ko |
Kp |
Kr |
Ks |
Kt |
Ku |
Kv |
Kw |
Ky |
Kx |
Kz
 
Kla |
Kld |
Kle |
Kli |
Klj |
Klo |
Klu |
Kly
Die Liste der Biografien führt alle Personen auf, die in der deutschsprachigen Wikipedia einen Artikel haben. Dieses ist eine Teilliste mit 869 Einträgen von Personen, deren Namen mit den Buchstaben „Kla“ beginnt.

## Kla

### Klaa
- Klaan, Inge (* 1965), deutsche Politikerin (CDU), Staatssekretärin in Thüringen
- Klaar, Adalbert (1900–1981), österreichischer Architekt, Ziviltechniker, Bauforscher und Denkmalpfleger
- Klaar, Alfred (1848–1927), Kritiker und Schriftsteller
- Klaar, Ernst (1861–1920), deutscher Schriftsteller
- Klaar, Helene (* 1948), österreichische Rechtsanwältin
- Klaar, Karl (1865–1952), österreichischer Archivar und Historiker
- Klaar, Marianne (1905–1994), deutsche Übersetzerin und Sammlerin griechischer Volkslieder und Volksliteratur
- Klaar, Norbert (* 1954), deutscher Sportschütze
- Klaar, Sascha (* 1971), deutscher Boogie-Woogie-Pianist
- Klaas, Hans (1927–2011), deutscher Unternehmer
- Klaas, Kathrin (* 1984), deutsche HammerwerferinKathrin Klaas (* 1984)

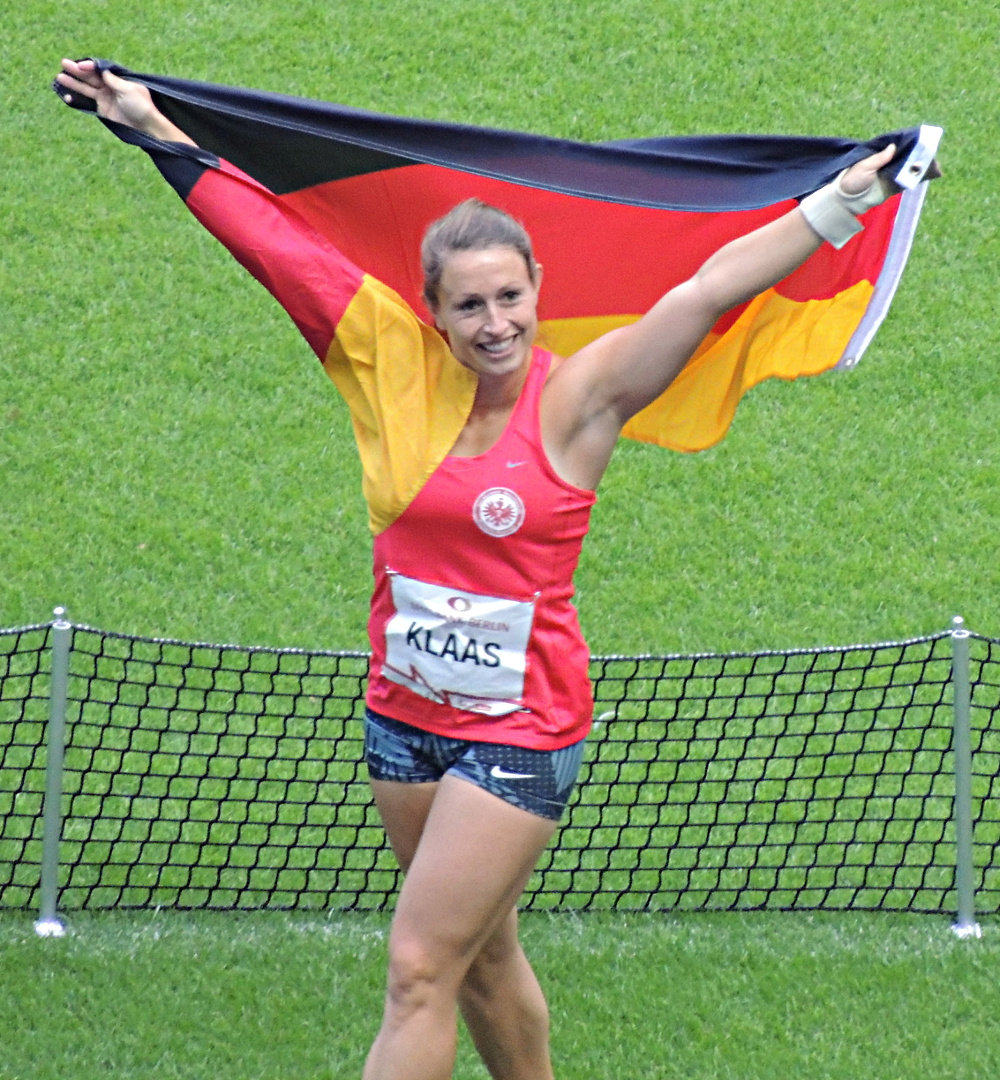
Kathrin Klaas (* 1984)

- Klaas, Masabata (* 1991), südafrikanische Cricketspielerin
- Klaas, Max (* 1993), deutscher Nachwuchsmusiker und Percussionist
- Klaas, Sebastian (* 1998), deutscher Fußballspieler
- Klaas, Walter (1895–1978), deutscher Jurist und Richter des Bundesverfassungsgerichts
- Klaas, Walter (1904–1961), deutscher Pfarrer und Professor für Dogmen- und Theologiegeschichte
- Klaas, Werner (1914–1945), deutscher Fußballspieler
- Klaasen, Heinrich (* 1991), südafrikanischer Cricketspieler
- Klaasen, Jelle (* 1984), niederländischer Dartspieler
- Klaasen, Klaas (* 1955), deutscher Konzertveranstalter sowie Kinderbuch- und Krimiautor
- Klaasen, Raven (* 1982), südafrikanischer Tennisspieler
- Klaasen, Thandi (1931–2017), südafrikanische Jazz-Sängerin
- Klaasman, Lilianne (* 1987), namibische Leichtathletin
- Klaassen, Davy (* 1993), niederländischer FußballspielerDavy Klaassen (* 1993)

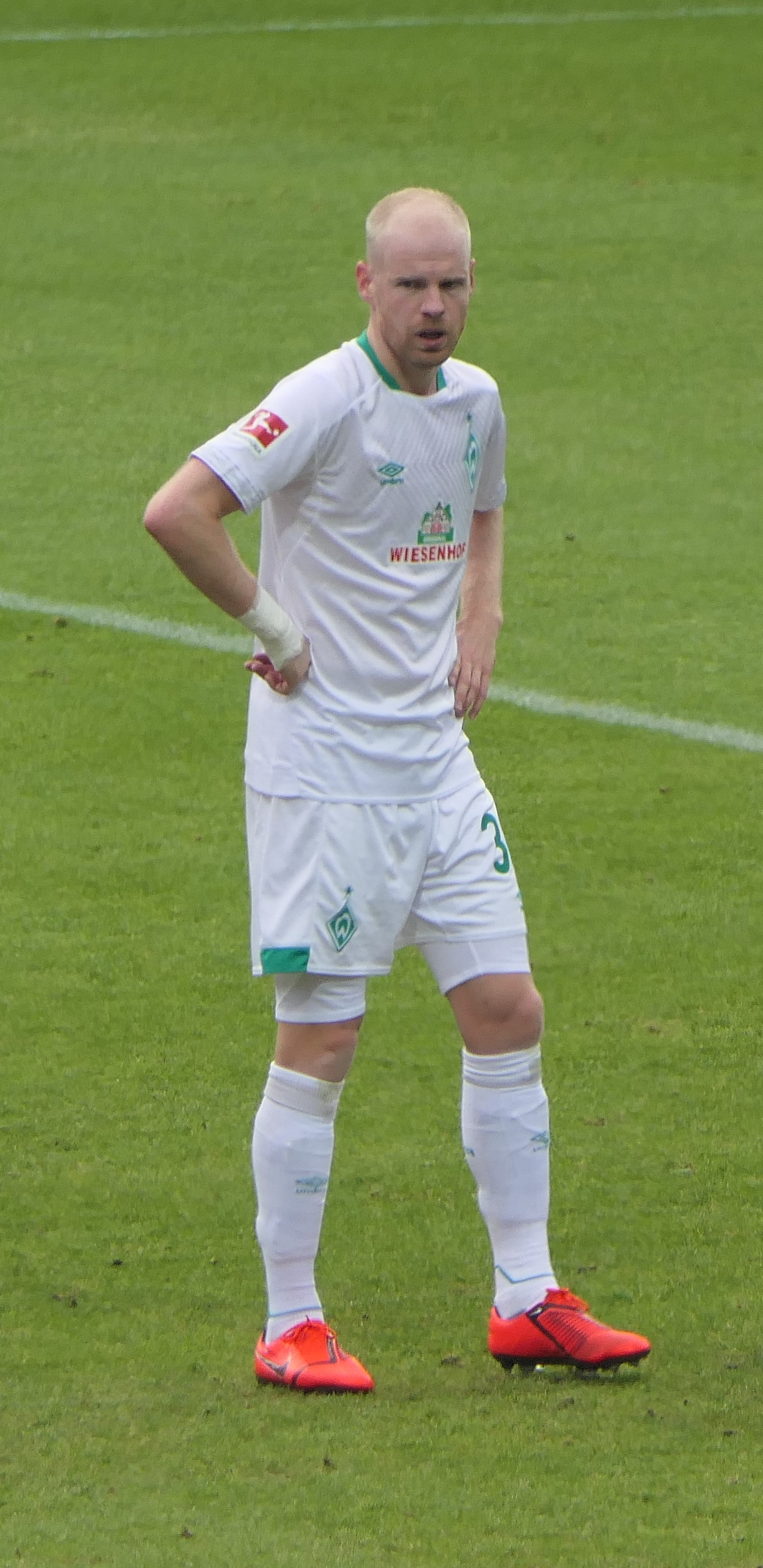
Davy Klaassen (* 1993)

- Klaassen, Fred (* 1992), englischer Cricketspieler
- Klaassen, Lena (* 1991), deutsche Leichtathletin
- Klaassen, Mait (* 1955), estnischer Wissenschaftler und Politiker, Mitglied des Riigikogu
- Klaassen, Nel (1906–1989), niederländische Malerin und Bildhauerin
- Klaassen, René (* 1961), niederländischer Hockeyspieler
- Klaaste, Aggrey (1940–2004), südafrikanischer Journalist
- Klaatsch, Hermann (1863–1916), deutscher Anthropologe
- Klaauw, Chris van der (1924–2005), niederländischer Diplomat und Politiker

### Klab
- Klabacher, Stefan (* 1959), österreichischer Motorradrennfahrer
- Klaban, Rudolf (* 1938), österreichischer Mittel- und Langstreckenläufer
- Kläber, Thomas (* 1955), deutscher Fotograf
- Klaber-Thusek, Gina (1900–1983), österreichisch-polnisch-italienische Bildhauerin, Malerin und Grafikerin
- Klabin Warchavchik, Mina (1896–1969), brasilianische Landschaftsgestalterin
- Klabiński, Bronisław (1924–1999), polnischer Radsportler
- Klabiński, Edward (1920–1997), französischer Radrennfahrer
- Klabiński, Władysław (1925–2004), französisch-polnischer Radsportler
- Klabinus, Fritz (1883–1945), österreichischer Kunsthistoriker
- Klablena, Eduard (1881–1933), österreichischer Künstler
- Klabon, Krzysztof, polnischer Komponist, Lautenist und Sänger
- Klabuhn, Irina (* 1954), deutsche Fallschirmspringerin (DDR)
- Klabund (1890–1928), deutscher SchriftstellerKlabund (1890–1928)

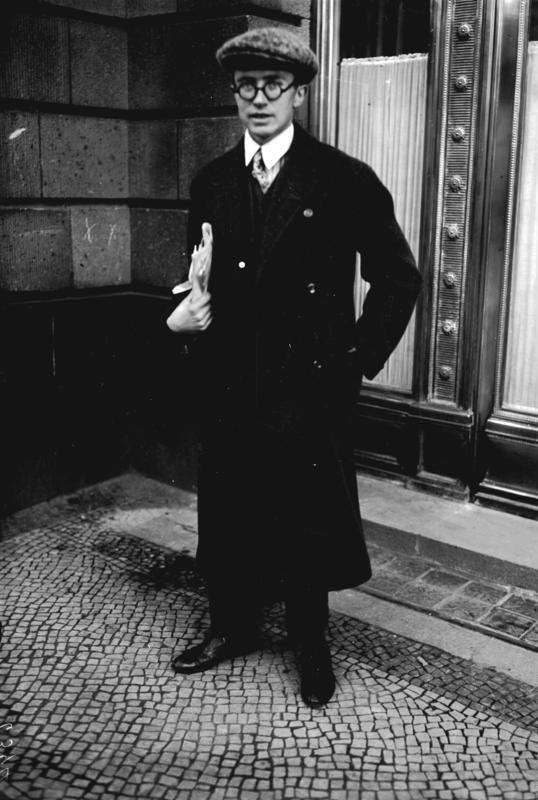
Klabund (1890–1928)

- Klabunde, Boris (* 1978), deutscher Gitarrist, Sänger und Songwriter
- Klabunde, Clara (1906–1994), deutsche Juristin und die erste Deutsche im Rang einer Gerichtspräsidentin
- Klabunde, Erich (1907–1950), deutscher Politiker (SPD), MdHB, MdB
- Klabunde, Helmut (* 1935), deutscher Offizier, zuletzt Generalmajor d.R.

### Klac
- Klačan, Patrik (* 1997), slowakischer Fußballspieler
- Klačanský, Lukáš (* 1981), slowakischer Badmintonspieler
- Klácel, František Matouš (1808–1882), tschechischer Dichter, Journalist und Philosoph
- Klack, Gunnar (* 1979), deutscher Architekt und AutorGunnar Klack (* 1979)

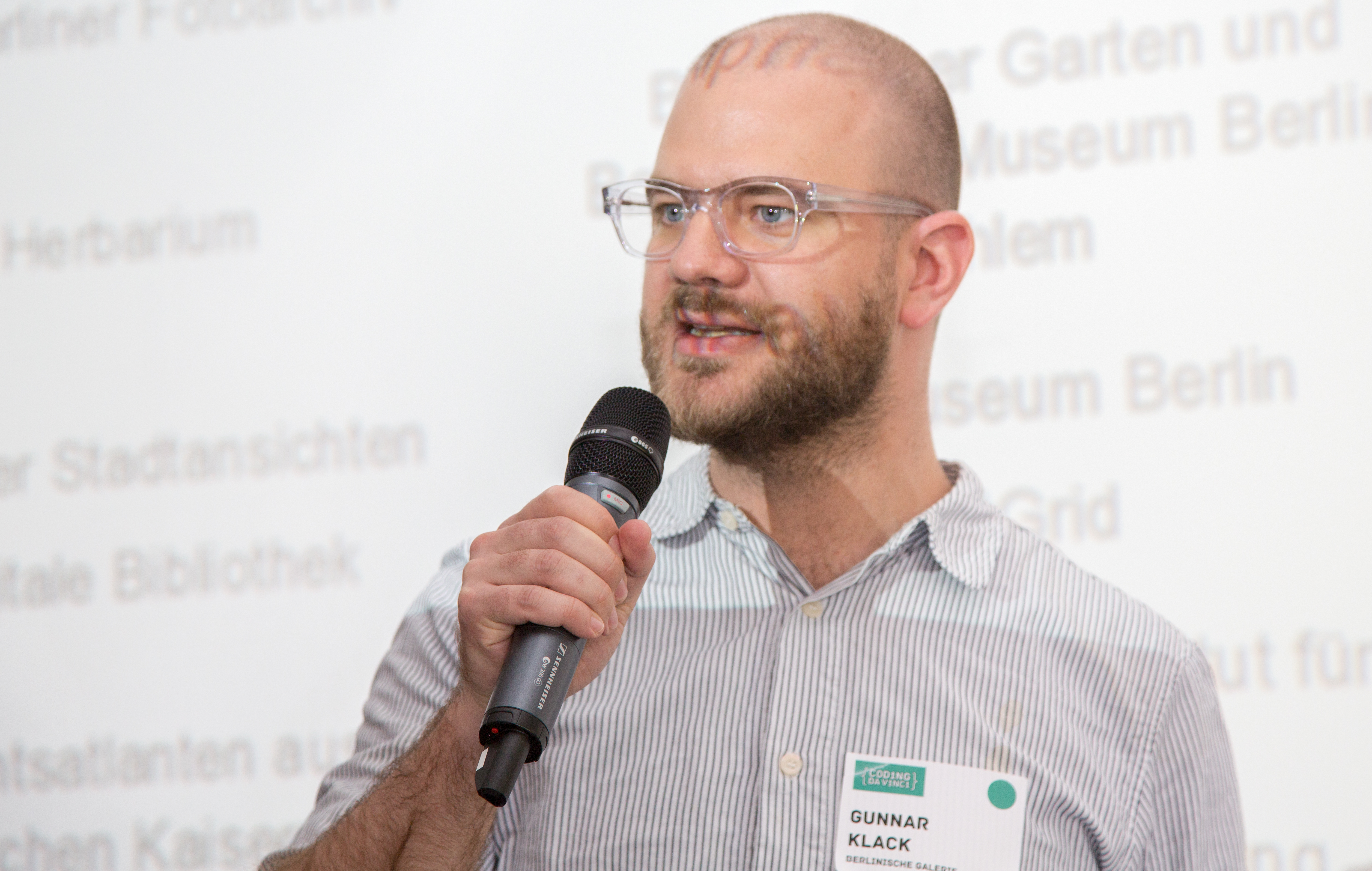
Gunnar Klack (* 1979)

- Klackenberg, Jens (* 1951), schwedischer Botaniker
- Klacl, Fritz (* 1919), österreichischer Fußballspieler
- Klaczko, Julian (1825–1906), polnischer Schriftsteller, Publizist und Politiker

### Klad
- Kladis, Danny (1917–2009), US-amerikanischer Rennfahrer
- Kladnik, Drago (* 1955), slowenischer Geograph, Wissenschaftler und Publizist
- Kladnik, Matjaž (* 1975), slowenischer Skispringer
- Kladny, Bernd (* 1960), deutscher Orthopäde und Unfallchirurg
- Klado, Nikolai Lawrentjewitsch (1862–1919), russischer Admiral, Marinehistoriker und -theoretiker
- Kladouchas, Spyridon (* 1980), griechischer Boxer und Olympiateilnehmer
- Kladrubský, Jiří (* 1985), tschechischer Fußballspieler
- Klädtke, Reinhard (* 1960), deutscher Motorradsportler und Six Days-Gewinner
- Kladzig, Auguste (1810–1875), deutsche Theaterschauspielerin, Sängerin und Schriftstellerin

### Klae
- Klaeber, Friedrich (1863–1954), deutscher Anglist
- Klæbo, Johannes Høsflot (* 1996), norwegischer Skilangläufer
- Klaeden, Eckart von (* 1965), deutscher Politiker (CDU), MdBEckart von Klaeden (* 1965)

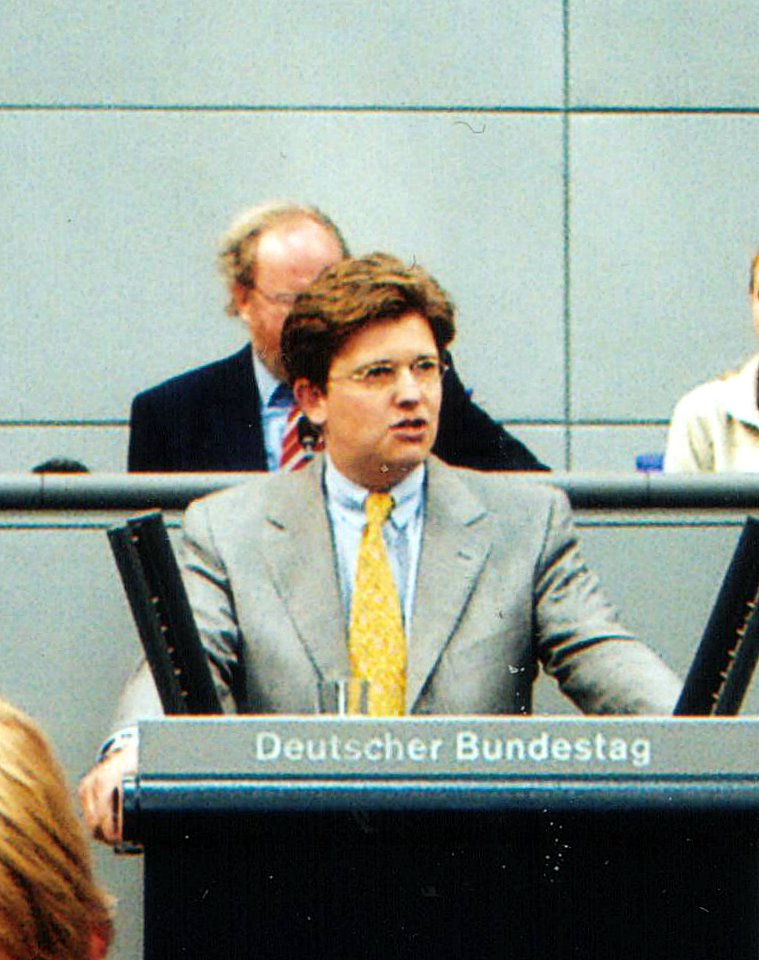
Eckart von Klaeden (* 1965)

- Klaeden, Sandra von (* 1969), deutsche Juristin und Politikerin (CDU)
- Klaehn, Theodor (1883–1963), deutscher Pädagoge und nationalsozialistischer Funktionär
- Klaehr, Carl Gottfried (1773–1842), deutscher Lustspieldichter und Porzellanmaler
- Klængur Þorsteinsson (1102–1176), isländischer Bischof
- Klaer, Markus (1968–2020), deutscher Politiker (CDU), MdA
- Klaer, Wendelin (1925–2008), deutscher Geograph
- Klaer, Werner (1929–2011), deutscher Politiker (SPD), MdL
- Klaeren, Herbert (* 1950), deutscher Informatiker und Professor für praktische Informatik
- Klaeren, Klaus (* 1957), deutscher Triathlonveranstalter, Buchautor und Triathlet
- Klaes, Lara (* 1997), deutsche Politikerin (Bündnis 90/Die Grünen)
- Klaes, Ulrich (* 1946), deutscher Hockeyspieler
- Klaesi, Jakob (1883–1980), Schweizer Psychiater
- Klæstad, Helge (1885–1965), norwegischer Jurist, Richter am Internationalen Gerichtshof (1946–1961)
- Klæstrup, Nikita (* 1994), dänisches Fotomodell und Mitglied der Partei Liberal Alliance
- Klæth, Carl (1887–1966), norwegischer Turner
- Klaette, Adam von (1781–1851), preußischer Generalleutnant
- Klaeukens, Desiree (* 1985), deutsche Singer-Songwriterin

### Klaf
- Klafböck, Franz (1906–1969), österreichischer Beamter und Politiker
- Klaff, Wanda (1922–1946), deutsche KZ-AufseherinWanda Klaff (1922–1946)

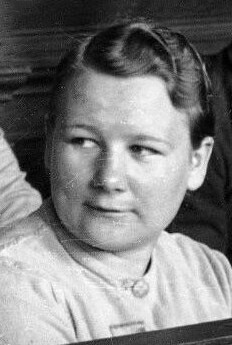
Wanda Klaff (1922–1946)

- Klaff-Isselmann, Irmgard (* 1957), deutsche Politikerin (CDU), MdL
- Klaffenbach, Günther (1890–1972), deutscher Epigraphiker
- Klaffenböck, Klaus (* 1968), österreichischer Motorradrennfahrer
- Klaffenböck, Rudolf (* 1952), österreichischer Kabarettist, Schriftsteller, Dokumentarfilmer und Fotograf
- Klaffke, Irene (1945–2021), deutsche Malerin
- Klaffke, Kaspar (* 1937), deutscher Landschaftsarchitekt, Autor und Herausgeber und Behördenleiter
- Klaffke, Martin (* 1971), deutscher Wirtschaftswissenschaftler, Professor für Betriebswirtschaftslehre und Fachbuchherausgeber
- Klaffl, Han’s (1950–2025), deutscher Musiklehrer, Kabarettist und Autor
- Klaffner, Melanie (* 1990), österreichische Tennisspielerin
- Klaffs, Katarina (* 1967), deutsche Schauspielerin
- Klaffus, Ernst (1935–2011), deutscher Offizier, Amtschef des Heeresamtes
- Klaffus, Gerhard (* 1964), deutscher Heeresoffizier, Brigadegeneral der Bundeswehr
- Klafki, Anika (* 1986), deutsche Juristin und Rechtswissenschaftlerin
- Klafki, Anja (* 1967), deutsche Grafikerin
- Klafki, Wolfgang (1927–2016), deutscher Erziehungswissenschaftler und HochschullehrerWolfgang Klafki (1927–2016)

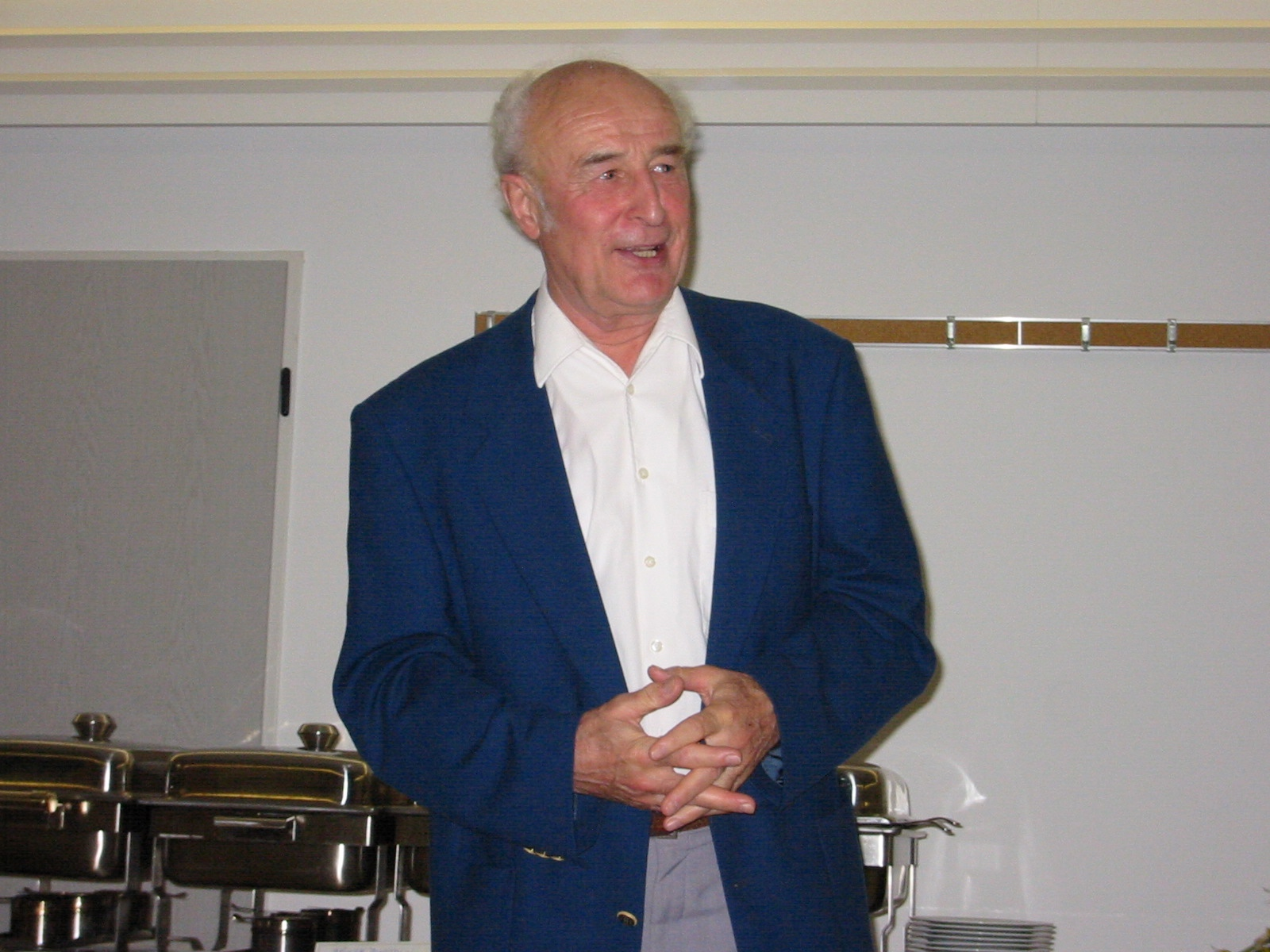
Wolfgang Klafki (1927–2016)

- Klafsky, Katharina (1855–1896), Opernsängerin (Sopran)

### Klag
- Klag, Peter (1952–2023), deutscher Fußballspieler und -trainer
- Klagemann, Eberhard (1904–1990), deutscher Filmproduzent
- Klagemann, Eugen (1902–1980), deutscher Kameramann
- Klagemann, Hans, deutscher Jazz- und Unterhaltungsmusiker (Schlagzeug)
- Kläger, Emil (1880–1936), österreichischer Journalist
- Kläger, Fritz (1914–2007), deutscher Motorradrennfahrer und -konstrukteur
- Kläger, Max (1925–2016), deutscher Kunstpädagoge und Künstler
- Kläger, Wilhelm (1814–1875), deutscher Schauspieler, Regisseur und Dramatiker
- Klages, August (1871–1957), deutscher Chemiker und Hochschullehrer
- Klages, Christian († 1899), deutscher Unternehmer
- Klages, Delia (* 1960), deutsche Politikerin (AfD), MdL
- Klages, Ellen (* 1954), US-amerikanische Schriftstellerin
- Klages, Friedrich (1904–1989), deutscher Chemiker, Hochschullehrer und Autor
- Klages, Gerhard (1915–2017), deutscher Physiker
- Klages, Heinrich (1875–1969), deutscher Unternehmer
- Klages, Helmut (* 1930), deutscher Soziologe und Verwaltungswissenschaftler
- Klages, Karl (1881–1967), deutscher Politiker (CDU) und Mitglied der Bremischen Bürgerschaft
- Klages, Karl (1904–1967), deutscher Pädagoge und Politiker (SPD), MdL
- Klages, Ludwig (1872–1956), deutscher Philosoph und Psychologe
- Klages, Matthias (* 1959), deutscher Synchronsprecher und Fotograf
- Klages, Otto (1903–1982), deutscher Fossiliensammler
- Klages, Paul (1899–1959), deutscher Flugzeugkonstrukteur
- Klages, Simone (* 1956), deutsche Kinderbuchautorin und -illustratorin
- Klagge, Britta (* 1965), deutsche Geographin
- Klagge, Matthias (* 1970), deutscher Rechtsanwalt und Fernsehdarsteller
- Klagges, Dietrich (1891–1971), deutscher Politiker (NSDAP), MdR, Ministerpräsident des Landes Braunschweig während der NS-ZeitDietrich Klagges (1891–1971)

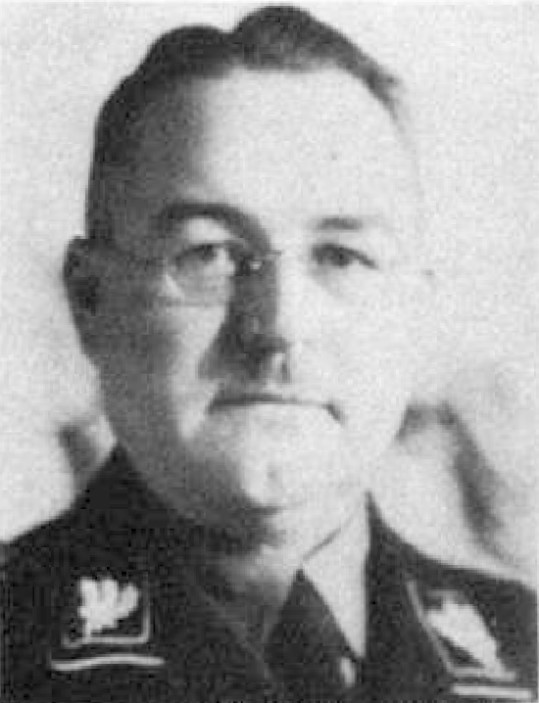
Dietrich Klagges (1891–1971)

- Klagges, Dirk-Friedrich (* 1960), deutscher Generalarzt und Kommandeur des NATO Center of Excellence for Military Medicine
- Klaghofer, Nathalie Colleen (* 1988), österreichische Schauspielerin und Sängerin
- Klagholz, Wilhelm (1905–1984), deutscher Bildhauer (Tierfiguren) und Installateurmeister
- Klagsbrunn, Kurt (1918–2005), österreichisch-brasilianischer Fotograf

### Klah
- Klahn, Anita (* 1960), deutsche Politikerin (FDP), MdL
- Klahn, Bradley (* 1990), US-amerikanischer Tennisspieler
- Klahn, Erich (1901–1978), deutscher bildender Künstler
- Klähn, Friedrich Joachim (1895–1969), deutscher Schriftsteller
- Klahn, Klaus Hinrich (1776–1851), deutscher Händler, Emigrant und Stadtgründer
- Klähn, Wolfgang (1929–2019), deutscher Maler, Dichter, Komponist
- Klaholz, Josef, deutscher Politiker (CDU) und Bürgermeister der Stadt Brilon
- Klahr, Alfred (1904–1944), österreichischer Staatswissenschaftler, Kommunist und JournalistAlfred Klahr (1904–1944)

Alfred Klahr (1904–1944)

- Klahr, David (* 1939), US-amerikanischer Entwicklungs- und Lernpsychologe
- Klahr, Detlef (* 1957), lutherischer Theologe und Landessuperintendent
- Klähr, Franziska (1774–1850), österreichische Wohltäterin
- Klahr, Michael der Ältere (1693–1742), deutscher Bildhauer
- Klahr, Michael der Jüngere (1727–1807), deutscher Bildhauer

### Klai
- Klaiber, Alfred (1895–1945), deutscher Politiker, Oberbürgermeister von Esslingen am Neckar
- Klaiber, German (* 1967), deutscher Jazzmusiker (Bass)
- Klaiber, Gustav (1864–1940), deutscher Kaufmann, Landwirt und Mitglied des Badischen Landtages
- Klaiber, Gustav Ludwig (1829–1912), deutscher Verwaltungsjurist
- Klaiber, Jeff (* 1962), US-amerikanischer Eisschnellläufer
- Klaiber, Joachim (1908–2003), deutscher Opernintendant und -regisseur
- Klaiber, Julius (1834–1892), deutscher Literaturwissenschaftler und Landeshistoriker
- Klaiber, Karl Friedrich (1817–1893), deutscher Pastor
- Klaiber, Karl Hermann (1835–1896), württembergischer Pfarrer und Heimatforscher
- Klaiber, Klaus-Peter (* 1940), deutscher Diplomat
- Klaiber, Ludwig (1896–1952), südwestdeutscher Bibliothekar
- Klaiber, Manfred (1903–1981), deutscher Diplomat
- Klaiber, Rudolf (1873–1957), deutscher Verwaltungsjurist und Polizeipräsident in Stuttgart
- Klaiber, Sean (* 1994), surinamisch-niederländischer Fußballspieler
- Klaiber, Theodor (1870–1921), deutscher evangelischer Geistlicher und Literaturhistoriker
- Klaiber, Walter (* 1940), evangelisch-methodistischer Pastor und Bischof
- Klaiber-Gottschau, Pauline (1855–1944), deutsche literarische Übersetzerin
- Klaić, Dragan (1950–2011), jugoslawisch-niederländischer Kulturpolitiker, Theaterwissenschaftler und Theaterkritiker
- Klain, Ron (* 1961), US-amerikanischer Jurist, Berater der US-RegierungRon Klain (* 1961)

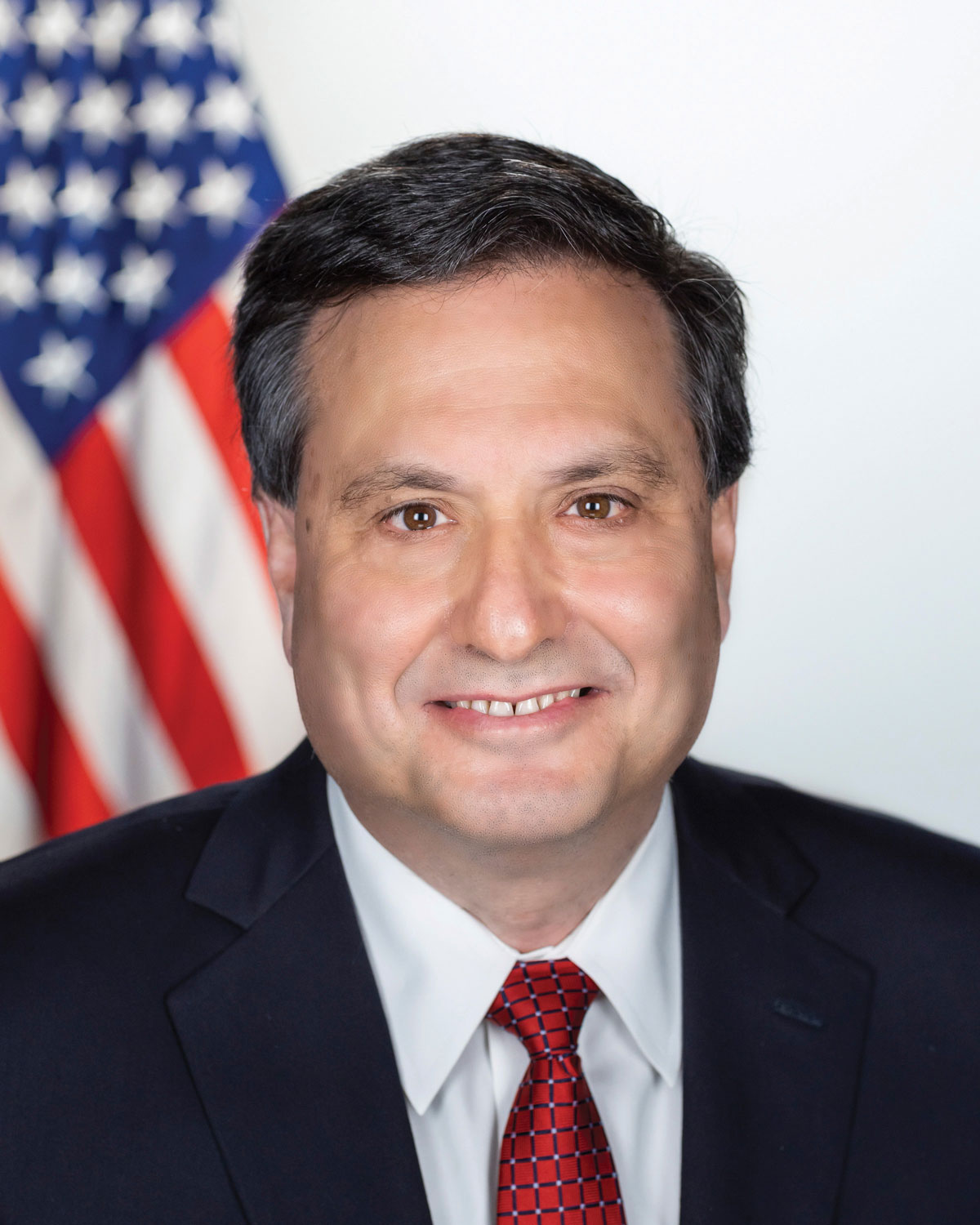
Ron Klain (* 1961)

- Klain, Steffan († 1492), Steinmetzmeister und Architekt
- Klainerman, Sergiu (* 1950), rumänisch-US-amerikanischer Mathematiker
- Klainguti, Göri (* 1945), Schweizer Schriftsteller
- Klais, Hans (1890–1965), deutscher Orgelbauer
- Klais, Hans Gerd (* 1930), deutscher Orgelbauer
- Klais, Johannes (1852–1925), deutscher Orgelbauer

### Klaj
- Klaj, Johann (1616–1656), deutscher Dichter der Barockzeit
- Klaje, Hermann (1868–1945), deutscher Gymnasiallehrer und Historiker
- Klajn, Hugo (1894–1981), jugoslawischer Psychoanalytiker und Theaterintendant
- Klajn, Ivan (1937–2021), jugoslawischer bzw. serbischer Linguist, Lexikograf und Übersetzer
- Klajner, Daniel (* 1963), Schweizer Dirigent und Intendant
- Klajnerow, Michail (* 1904), bulgarischer Radrennfahrer

### Klak
- Klak, Jan (* 1942), tschechoslowakischer Ökonom, Politiker und Minister
- Klak, Ljudmila Nikolajewna (* 1982), russische Skeletonpilotin
- Klakegg, Bjørn (* 1958), norwegischer Jazzgitarrist
- Klakočar Zupančič, Urška (* 1977), slowenische Juristin und Politikerin
- Klakow, Hans (1899–1993), deutscher Bildhauer
- Klakstein, Bára Skaale (* 1973), färöische Fußballspielerin und -trainerin

### Klam
- Klam, Walter (1904–1983), deutscher Schauspieler und Hörspielsprecher
- Klama, Dieter Olaf (1935–2021), deutscher Grafiker und Maler
- Klamann, Kurt (1907–1984), deutscher Zeichner, Karikaturist und Autor
- Klamar Fuik, Pedro, osttimoresischer Aktivist und Soldat
- Klambauer, Andrea (* 1977), österreichische Politikerin (NEOS), Landesrätin
- Klambauer, Erwin (* 1968), österreichischer Flötist und Hochschullehrer
- Klambauer, Günter, österreichischer Bioinformatiker und Judoka
- Klambauer, Otto (1949–2013), österreichischer Historiker und Journalist
- Klamburg, Paula (* 1989), spanische Synchronschwimmerin
- Klamer, Evan (1923–1978), dänischer Radrennfahrer
- Klamer, Rachel (* 1990), niederländische Triathletin
- Klamert, Teresa (* 1992), deutsche Schauspielerin
- Klamerus, Władysław (1956–1992), polnischer Bildhauer
- Klameth, Thomas (* 1943), Schweizer Schauspieler und SportlehrerThomas Klameth (* 1943)

Thomas Klameth (* 1943)

- Klamfoth, Hermann (1894–1974), deutscher Publizist
- Klami, Uuno (1900–1961), finnischer Komponist
- Klamler, Tiziano (* 2004), österreichischer Fußballspieler
- Klamm, Hannelore (* 1949), deutsche Politikerin (SPD), MdL
- Klammer, Bruno (* 1938), italienischer Schriftsteller (Südtirol)
- Klammer, David (* 1961), deutscher Fotograf
- Klammer, Franz (* 1953), österreichischer Skirennläufer und MotorsportlerFranz Klammer (* 1953)

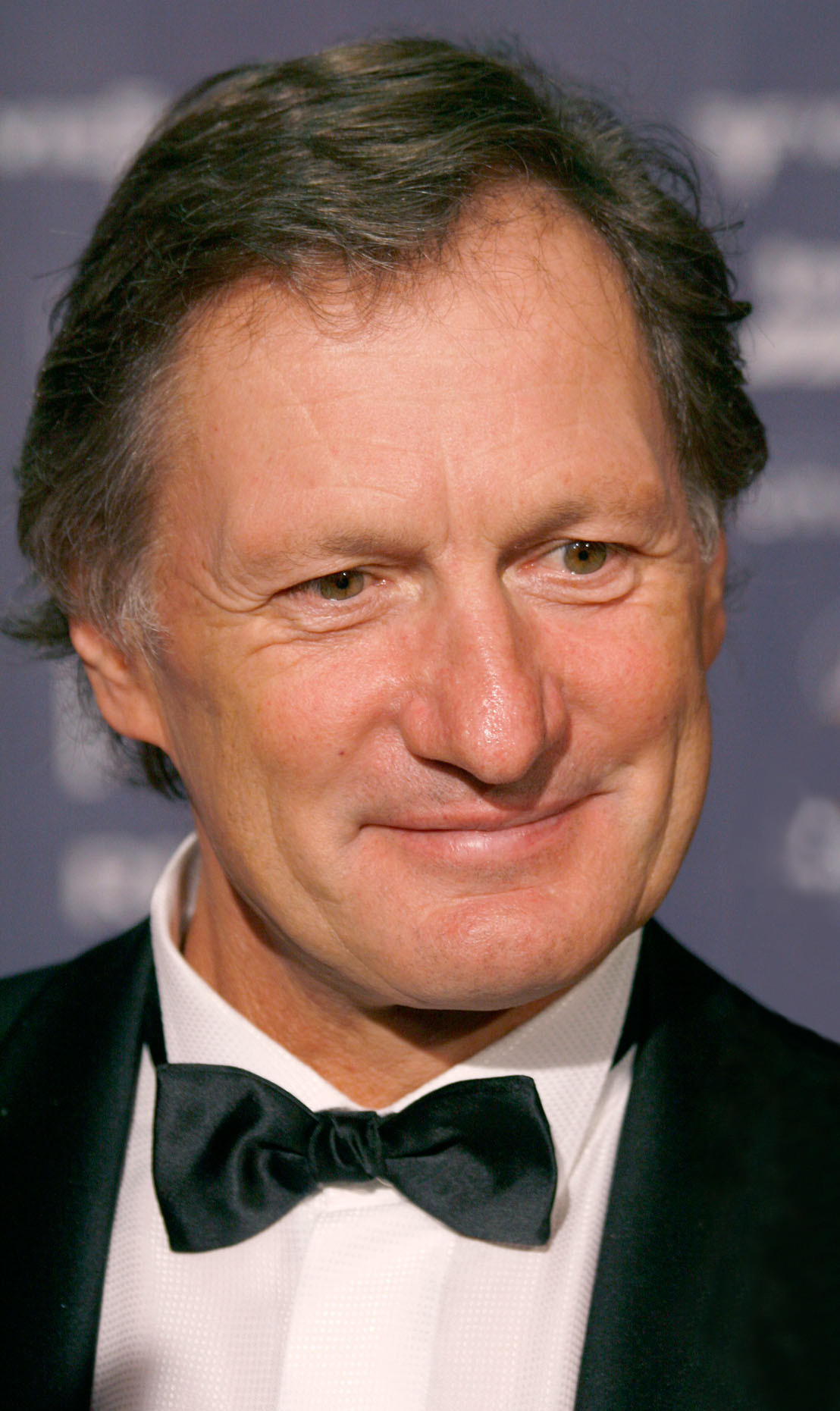
Franz Klammer (* 1953)

- Klammer, Karl Anton (1879–1959), österreichischer Offizier und Übersetzer
- Klammer, Marco (1977–2024), deutscher Schauspieler
- Klammer, Markus (* 1955), italienischer Kunstkritiker und Kurator
- Klammer, Markus (1963–1993), deutscher Maler, Plastiker und Bildhauer
- Klammer, Mathias (* 1988), österreichischer Schriftsteller
- Klammer, Michael (* 1980), italienischer Schauspieler mit deutschsprachigem Hintergrund
- Klammer, Nikolaus (1769–1830), österreichischer Elfenbeinschnitzer und Zeichenlehrer
- Klammer, Robert, deutscher Musiker im Bereich Neue Musik/Improvisationsmusik
- Klammer, Ute (* 1963), deutsche Volkswirtin
- Klammet, Gerhard (1914–1990), deutscher Fotograf und Dokumentarfilmer
- Klamminger, Franz (1897–1957), österreichischer Politiker, Landtagsabgeordneter (Niederösterreich)
- Klamminger, Josef (* 1955), österreichischer Polizist, Landespolizeidirektor Steiermark
- Klamminger, Michaela (* 1989), österreichische Schauspielerin
- Klammt, Günther (1898–1971), deutscher Offizier, zuletzt Generalmajor im Zweiten Weltkrieg
- Klammt, Karl (1912–1987), deutscher Politiker (GB/BHE), MdL Bayern
- Klammt, Peter (* 1957), deutscher Fußballspieler
- Klampäckel, Gerhard (1919–1998), deutscher Maler, Grafiker und Plastiker
- Klampanis, Petros (* 1981), griechischer Jazzmusiker und Komponist
- Klampár, Tibor (* 1953), ungarischer TischtennisspielerTibor Klampár (* 1953)

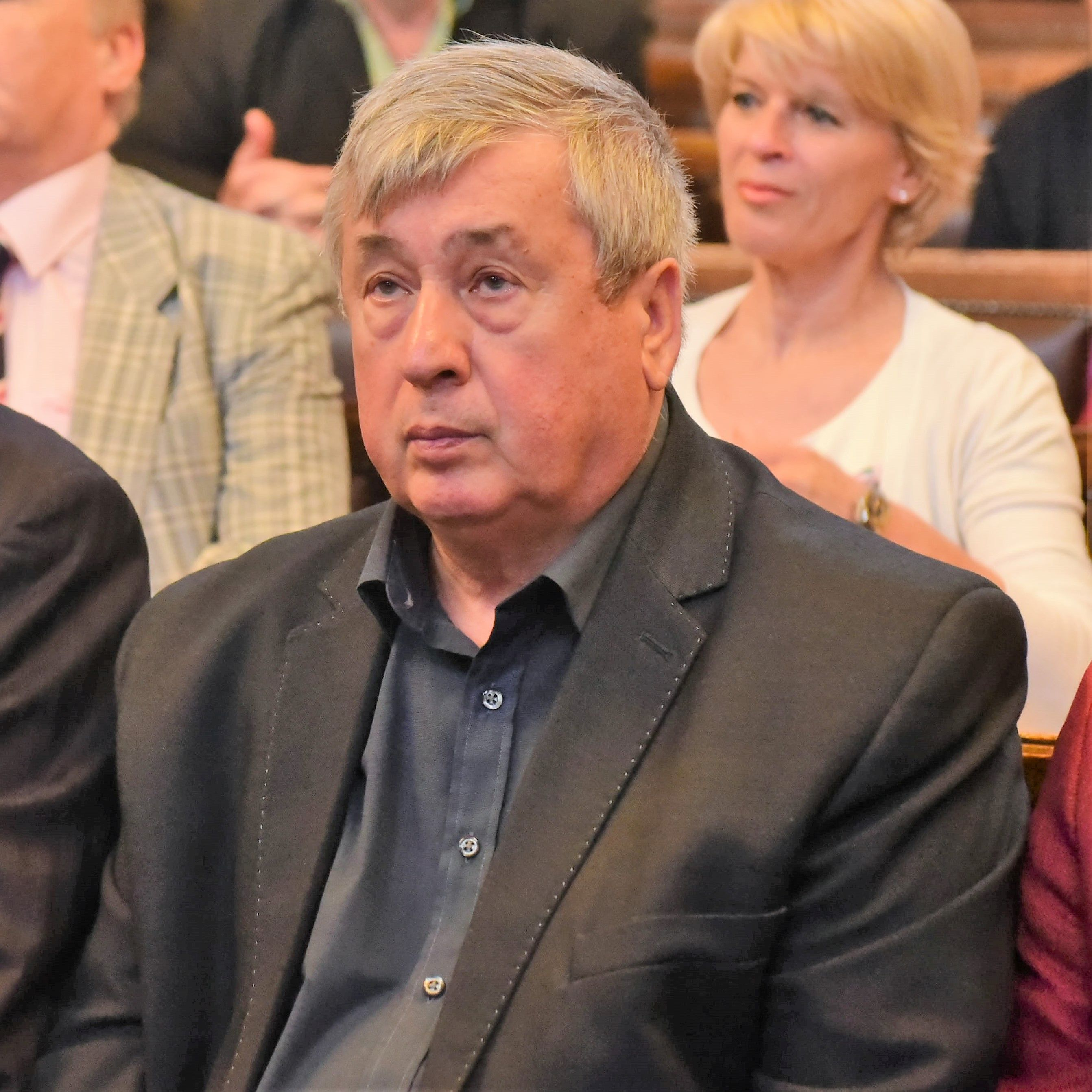
Tibor Klampár (* 1953)

- Klampen, Dietrich zu (* 1959), deutscher Verleger und Buchhändler
- Klampfer, Josef (1892–1962), österreichischer Krippenkünstler
- Klampfl, Bernhard (* 1976), österreichischer Schauspieler
- Klamroth, Anton (1860–1929), deutscher Porträtmaler und Pastellmaler
- Klamroth, Bernhard (1910–1944), deutscher Offizier, Beteiligter am Attentat auf Adolf Hitler am 20. Juli 1944
- Klamroth, Gustav (1836–1905), deutscher Kaufmann und Unternehmer
- Klamroth, Hans Georg (1898–1944), Mitwisser beim geplanten Attentat auf Adolf Hitler am 20. Juli 1944
- Klamroth, Jörn (1944–2011), deutscher Fernsehproduzent
- Klamroth, Karl (1878–1976), deutscher Verwaltungsjurist, Landrat in Heilsberg und im Dillkreis
- Klamroth, Kurt (1872–1947), deutscher Kaufmann und Unternehmer, Vorsitzender des Vereins Deutscher Düngerfabrikanten
- Klamroth, Kurt (1904–1961), deutscher Jurist
- Klamroth, Lola (* 1991), deutsche Schauspielerin
- Klamroth, Louis (* 1989), deutscher Schauspieler und ModeratorLouis Klamroth (* 1989)

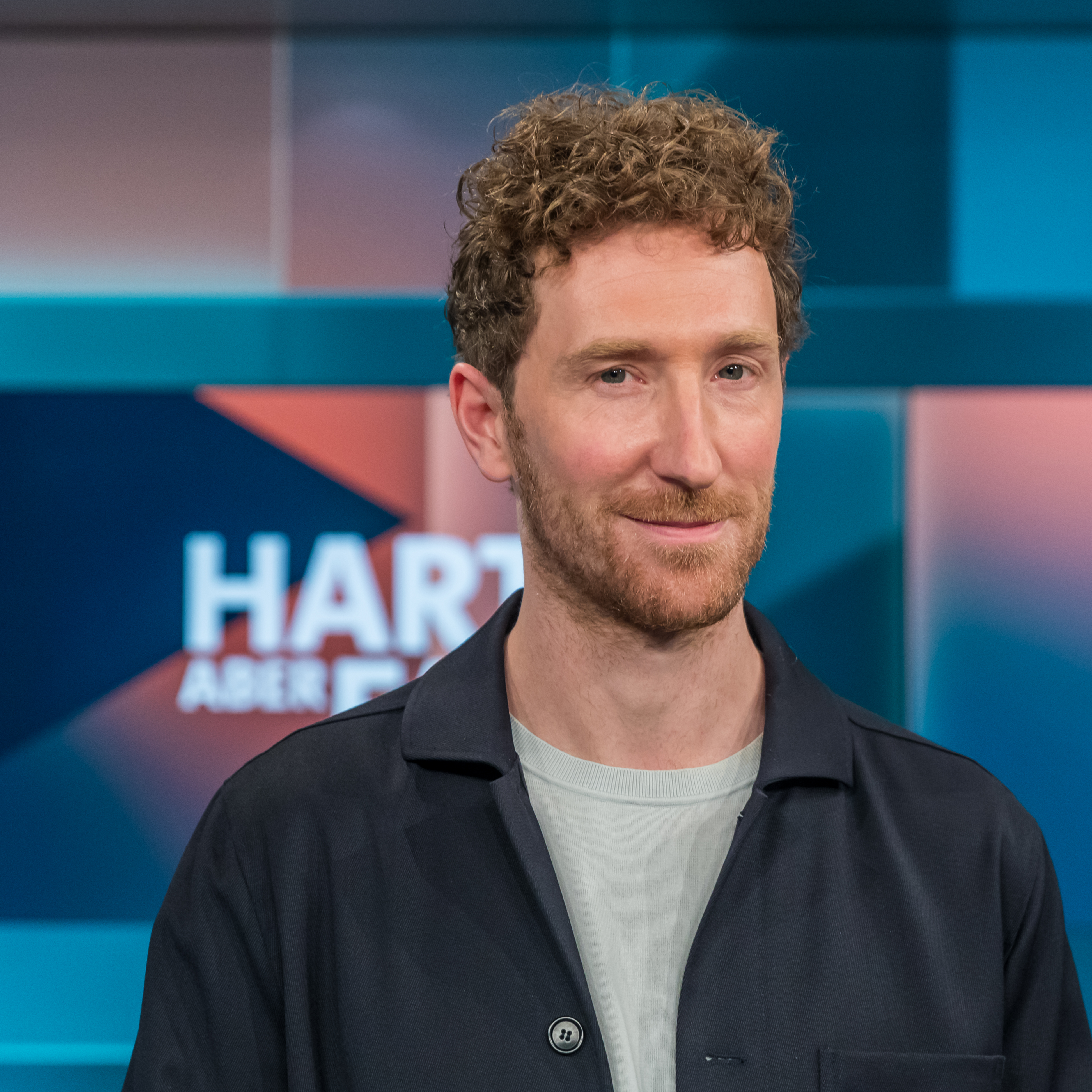
Louis Klamroth (* 1989)

- Klamroth, Martin (1855–1890), deutscher Arabist und Mathematikhistoriker
- Klamroth, Sabine (1933–2025), deutsche Juristin und Autorin
- Klamroth, Walter (1873–1946), deutscher Bankmanager
- Klamt, Andrzej (* 1964), polnisch-deutscher Dokumentarfilmer
- Klamt, Ewa (* 1950), deutsche Politikerin (CDU). MdB, MdEP
- Klamt, Gerd (1942–2024), österreichischer Politiker (FPÖ), Mitglied des Bundesrates
- Klamt, Hatto (1936–2022), deutscher Oberstudiendirektor und Kommunalpolitiker (CDU)
- Klamt, Hermann (1884–1950), deutscher Jurist und Mitglied des Preußischen Landtags
- Klamt, Julian (* 1989), deutscher Fußballspieler
- Klamt, Jutta (1890–1970), deutsche Tänzerin, Choreographin und Tanzpädagogin

### Klan
- Klan, Ulrich (* 1953), deutscher Musiker, Komponist, Gesamtschullehrer und libertärer Autor
- Klän, Werner (* 1952), deutscher lutherischer Theologe
- Klanac, John (* 1988), US-amerikanischer Volleyballspieler
- Klančnik, Alojz (1912–1972), jugoslawischer Skilangläufer
- Klančnik, Karel (1917–2009), jugoslawischer Skispringer
- Klancnik, Karl (1925–1976), österreichischer Bergmann, Betriebsrat, Gewerkschafter und Politiker (SPÖ), Landtagsabgeordneter der Steiermark
- Klančnik, Tomaž (* 1982), slowenischer Fußballschiedsrichterassistent
- Klandt, Christian (* 1978), deutscher Regisseur, Drehbuchautor, SchauspielerChristian Klandt (* 1978)

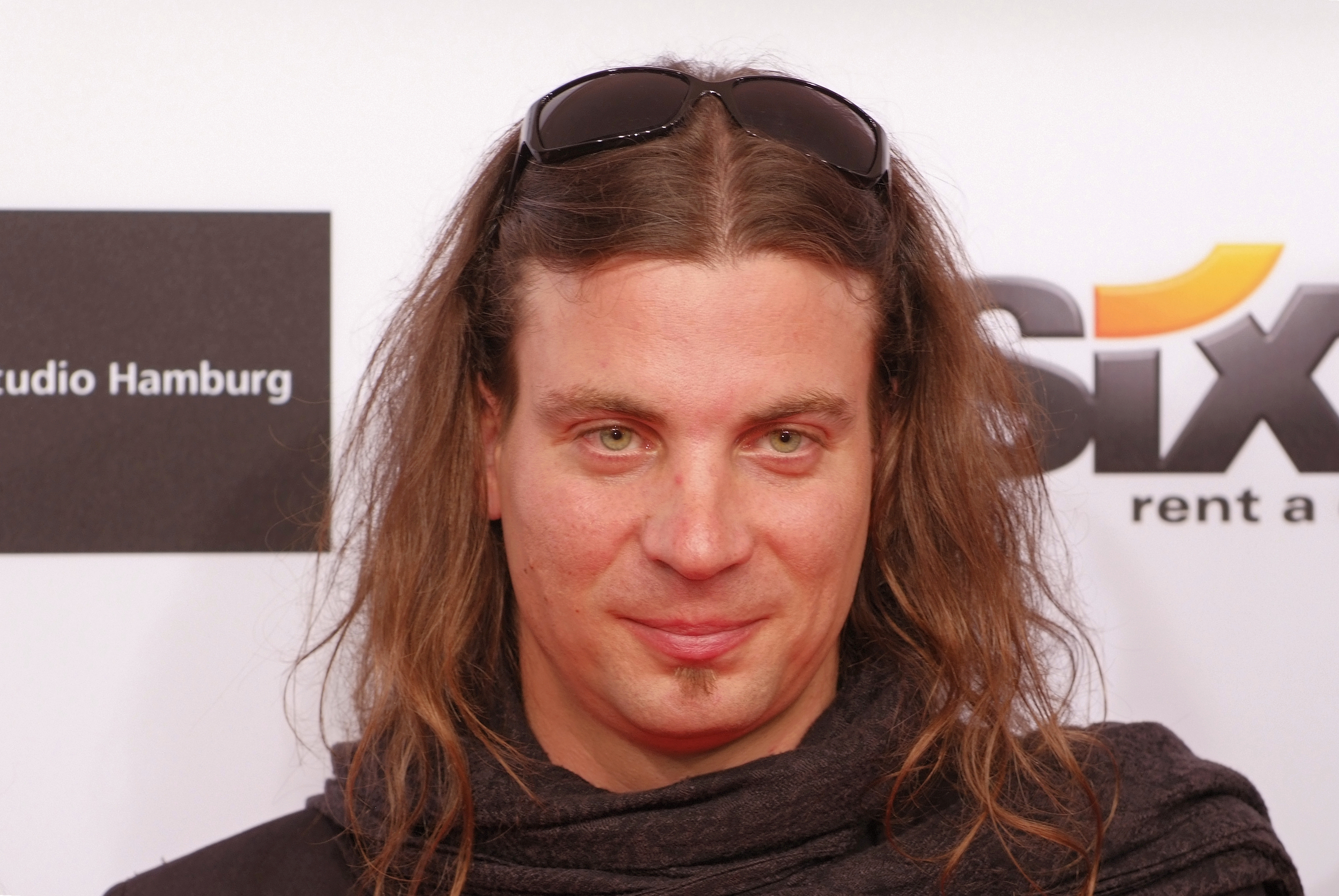
Christian Klandt (* 1978)

- Klandt, Heinz (* 1947), deutscher Dozent für Entrepreneurship
- Klandt, Patric (* 1983), deutscher Fußballtorhüter
- Kläner, Christian (* 1983), deutscher Faustballer
- Klanert, Karl (1873–1941), deutscher Musikpädagoge, Pianist, Komponist und Oratoriensänger
- Klanfer, Julius (1909–1967), österreichischer Sozialwissenschaftler und Journalist
- Klang, Heinrich (1875–1954), österreichischer Rechtswissenschaftler
- Klang, Herbert (* 1908), österreichischer Eishockeyspieler
- Klang, Klaus (* 1956), deutscher Politiker (CDU), Staatssekretär in Sachsen-Anhalt
- Klang, Olaf (* 1964), deutscher Bürgermeister und Kaufmann
- Klangkuenstler (* 1990), deutscher DJ und Musikproduzent
- Klaniczay, Gábor (* 1950), ungarischer Historiker
- Klaniczay, Tibor (1923–1992), ungarischer Literaturwissenschaftler
- Kläning, Walter (1885–1960), deutscher Politiker (NSDAP)
- Klank, Wolfgang (1930–1998), deutscher Fußballspieler
- Klankermeier, Max (1909–1996), deutscher Motorrad- und Automobilrennfahrer
- Klann, Dominik (* 1999), deutscher Fußballspieler
- Klann, Erich (1896–1948), deutscher Politiker der KPD
- Klann, Erich (* 1987), deutscher Tänzer und Tanztrainer
- Klann, Gerhardt (* 1976), kanadischer Biathlet
- Klann, Günter (* 1942), deutscher Leichtathlet
- Klann, Harry Paul (* 1970), kanadischer Biathlet
- Klann, Maria (1904–1994), deutsche Politikerin (USPD, KPD, SPD)
- Klann-Delius, Gisela (1944–2024), deutsche Psychologin und Professorin für Linguistik an der FU Berlin
- Klanner, Robert (* 1945), österreichischer Experimentalphysiker und Universitätsprofessor
- Klánský, Ivan (* 1948), tschechischer Pianist und Musikpädagoge
- Klant, Joop (1915–1994), niederländischer Wirtschaftswissenschaftler und Autor
- Klant, Joseph (1869–1927), deutscher Politiker (NSDAP), MdHB, NSDAP-Gauleiter
- Klante, Diethard (* 1939), deutscher Filmregisseur und Drehbuchautor
- Klante, Elisabeth, deutsche Richterin am Bundespatentgericht
- Klante, Johanna (* 1976), deutsche SchauspielerinJohanna Klante (* 1976)

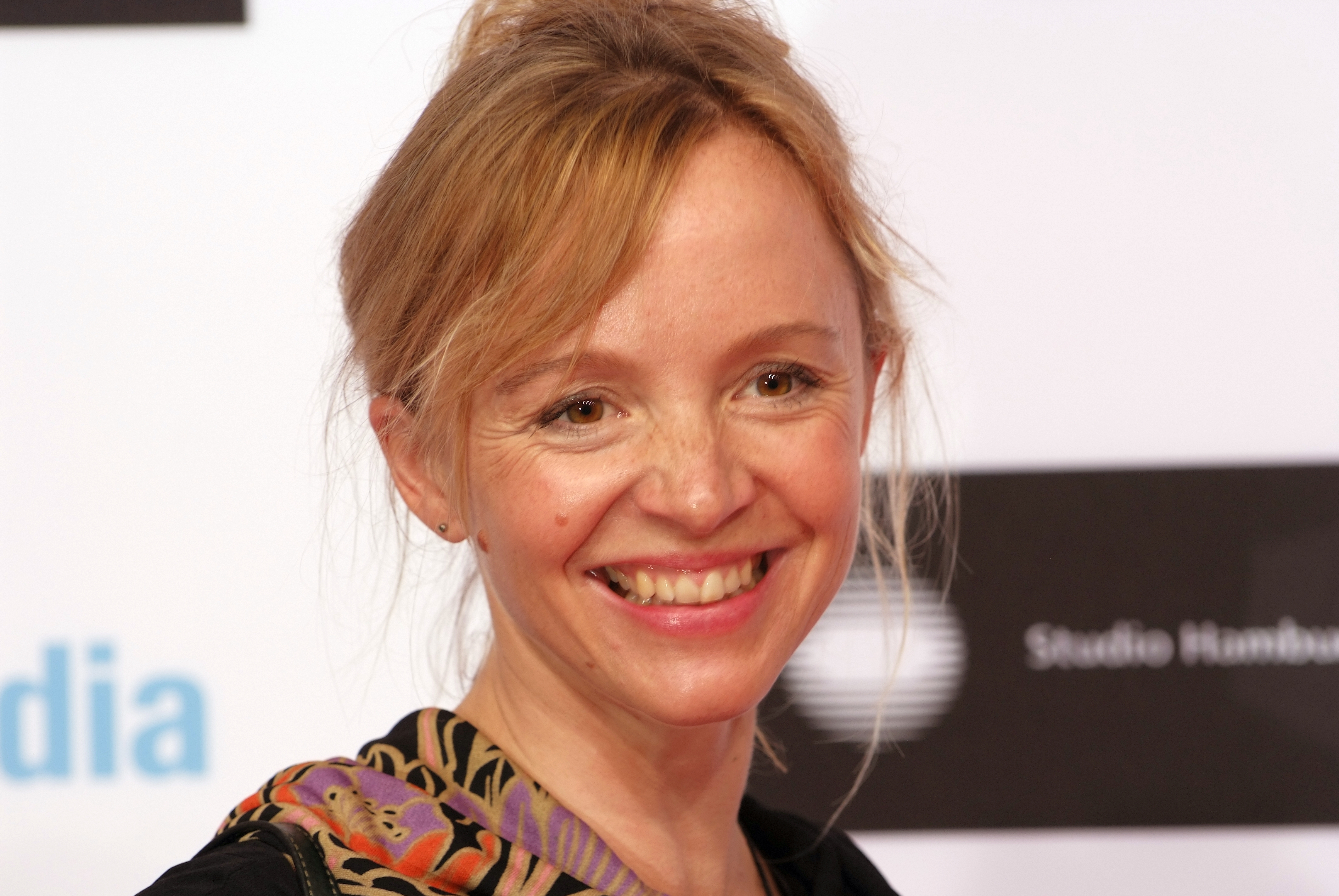
Johanna Klante (* 1976)

- Klante, Max (1883–1950), deutscher Wettbetrüger
- Klante, Nadine, deutsche Theaterregisseurin und Autorin für Bühne und Film
- Klanten, Robert (* 1964), deutscher Kunstbuchverleger

### Klao
- Klaos, Elmar (* 1899), estnischer Fußballspieler

### Klap
- Klapáč, Jan (* 1941), tschechoslowakischer Eishockeynationalspieler
- Klapalová, Hana (* 1982), tschechische Beachvolleyballspielerin
- Klapanara, Eleni (* 1973), griechische Bahnradfahrerin
- Klapczynski, Joachim (1929–2006), deutscher Politiker (LDPD)
- Klapczynski, Manfred (* 1939), deutscher Fußballspieler
- Klapdor-Kleingrothaus, Hans (* 1942), deutscher Physiker
- Klapetek, Milan (* 1944), tschechischer Geistlicher, evangelischer Theologe
- Klapf, Wolfgang (* 1978), österreichischer Fußballspieler
- Klapfer, Lukas (* 1985), österreichischer Nordischer Kombinierer
- Klapheck, Andrea (* 1967), deutsche Ruderin
- Klapheck, Anna (1899–1986), deutsche Kunsthistorikerin und Kunstkritikerin
- Klapheck, Elisa (* 1962), deutsche Rabbinerin
- Klapheck, Konrad (1935–2023), deutscher Maler, Künstler und KunstprofessorKonrad Klapheck (1935–2023)

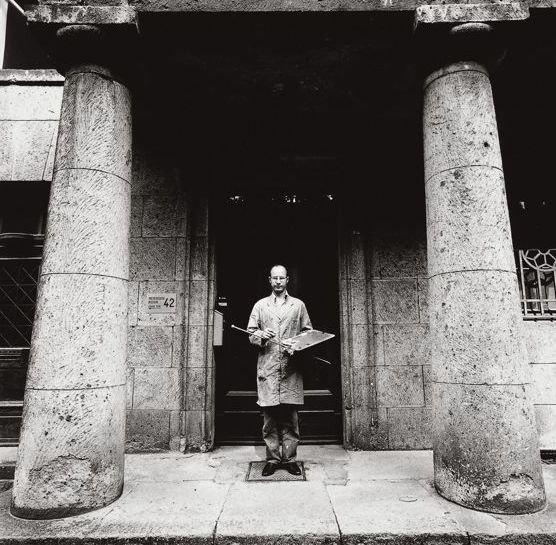
Konrad Klapheck (1935–2023)

- Klapheck, Richard (1883–1939), deutscher Kunsthistoriker, Professor für Kunstgeschichte
- Klapheck, Wolfgang (* 1966), deutscher Ruderer
- Klapija, Jasmin (* 1985), schwedischer Fußballspieler
- Klapisch, Cédric (* 1961), französischer Regisseur, Schauspieler und DrehbuchautorCédric Klapisch (* 1961)

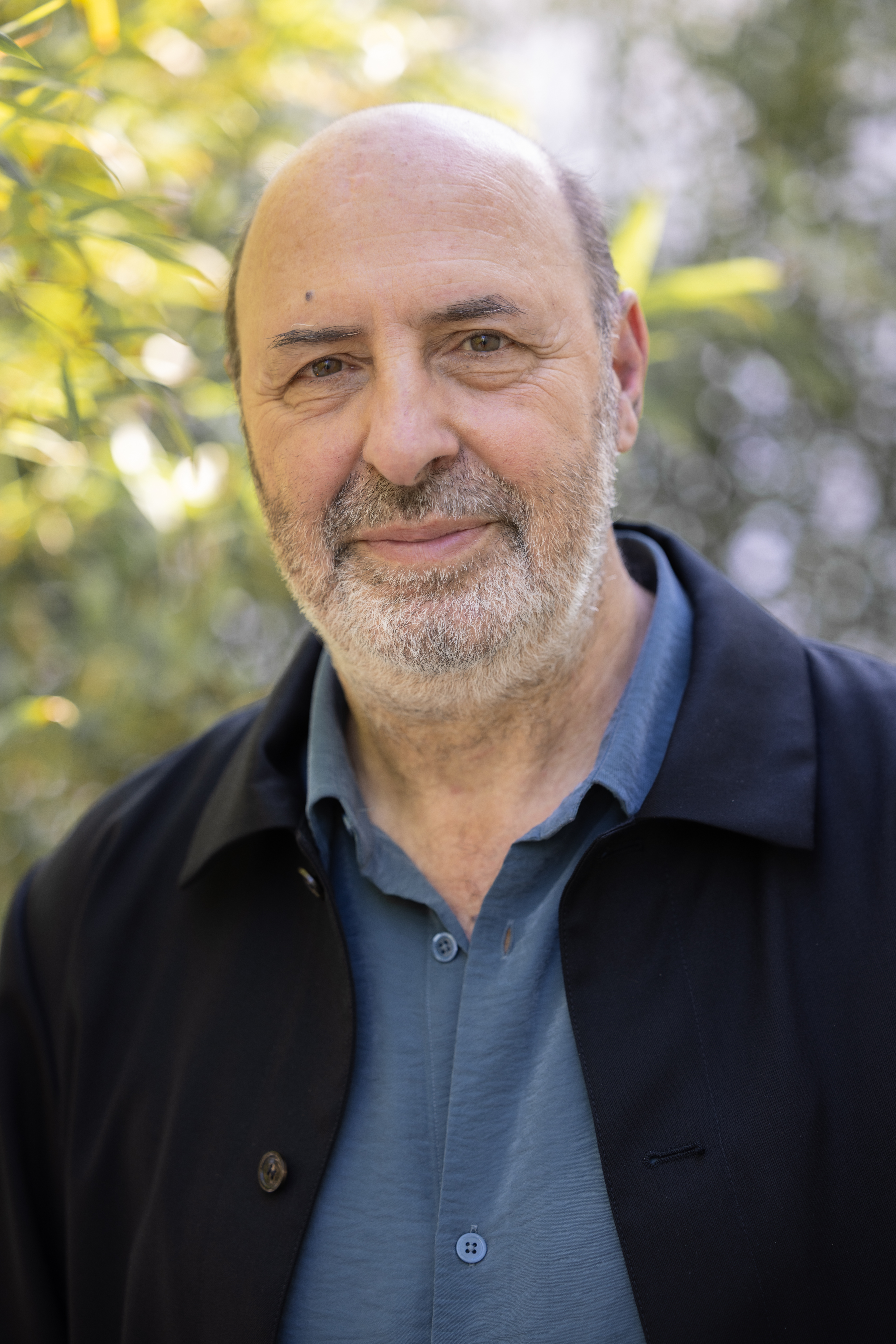
Cédric Klapisch (* 1961)

- Klapisch, Robert (1932–2020), französischer Physiker
- Klapisch-Zuber, Christiane (1936–2024), französische Historikerin, Spezialistin des europäischen Mittelalters
- Klapka, Filip (* 1981), tschechischer Fußballspieler
- Klapka, Georg (1820–1892), ungarischer General (1848/49)
- Klapka, Josef (1786–1863), Drucker, Journalist, Verleger, Bürgermeister, Abgeordneter des ungarischen Reichstags
- Klapkarek, Nicolaj (* 1965), deutscher Schwimmer
- Klapmeier, Alan (* 1958), US-amerikanischer Flugzeugkonstrukteur und Luftfahrtunternehmer
- Klapmeier, Dale (* 1961), US-amerikanischer Flugzeugkonstrukteur und Luftfahrtunternehmer
- Klapmeyer, Johann Hinrich († 1757), deutscher Orgelbauer
- Klapmeyer, Johann Hinrich (1724–1792), deutscher Orgelbauer
- Klapötke, Thomas M. (* 1961), deutscher anorganischer Chemiker
- Klapp, Adolf (1834–1925), Landtagsabgeordneter Waldeck
- Klapp, Anna (* 1840), deutsche Schriftstellerin
- Klapp, Ernst (1875–1955), deutscher Landrat
- Klapp, Ernst (1894–1975), deutscher Agrarwissenschaftler
- Klapp, Friedrich Ludwig (1728–1807), deutscher Verwaltungsbeamter und Domänenpächter
- Klapp, Georg Friedrich (1772–1844), deutscher Lohgerber, Bürgermeister und Politiker
- Klapp, Karl (1857–1932), Landtagsabgeordneter Waldeck
- Klapp, Lukas (* 1989), deutscher Jazzmusiker (Piano)
- Klapp, Micha (* 1979), deutsche Juristin, Gewerkschafterin und politische Beamtin
- Klapp, Michael (1834–1888), österreichischer Dichter
- Klapp, Otto (1922–1986), deutscher Romanist, Bibliothekar und Bibliograf
- Klapp, Richard (* 1841), deutscher Verwaltungsjurist, Rechtsanwalt und königlich-preußischer Landrat
- Klapp, Rudolf (1873–1949), deutscher Chirurg
- Klapp, Sabine (* 1974), deutsche Historikerin
- Klapp, Wilhelm (1782–1839), deutscher Arzt und Politiker
- Klapp-Lehrmann, Astrid (* 1957), deutsche Romanistin und Bibliografin
- Klappauf, Lothar (1953–2023), deutscher Archäologe
- Klappenbach, Hans (1871–1920), deutscher Kapitän zur See der Kaiserlichen Marine
- Klappenbach, Miguel A. (1920–2000), uruguayischer Malakologe, Herpetologe, Naturhistoriker und Museumsleiter
- Klappenbach, Ruth (1911–1977), deutsche Germanistin, Sprachwissenschaftlerin, Mediävistin und Lexikografin
- Klappenbach, Tina (* 1965), deutsche Beachvolleyballspielerin
- Klapper, Daniel (* 1964), deutscher Wirtschaftswissenschaftler und Hochschullehrer
- Klapper, Gottfried (1917–2003), deutscher Theologe, Geschäftsführer des Deutschen Nationalkomitees des Lutherischen Weltbundes und Träger des Schlesierschildes
- Klapper, Helmut (1932–2019), deutscher Limnologe
- Klapper, Johannes (* 1953), deutscher Basketballspieler und -trainer
- Klapper, Joseph (1880–1967), deutscher Philologe und Volkskundler
- Klapper, Martin (* 1963), tschechischer Musiker und Multimediakünstler
- Klapper, Siegfried (1918–2012), deutscher Maler
- Klapper, Ursula (* 1935), deutsche Textildesignerin
- Klapper, Wolfgang (* 1959), deutscher Diplomat
- Klapper-McNally, Lianne, Filmregisseurin und Filmproduzentin
- Klappert, Bertold (* 1939), deutscher evangelischer Theologe und Professor für systematische Theologie
- Klappert, Marianne (1943–2008), deutsche Politikerin (SPD), MdB
- Klappert, Sören (* 1990), deutscher Fußballspieler
- Klapproth, Alexander (* 1956), Schweizer Hochschullehrer
- Klapproth, Eberhard (1921–2010), deutscher Politiker, Oberbürgermeister von Esslingen am Neckar
- Klapproth, Edeltraut (1909–2005), deutsche Kunstmalerin
- Klapproth, Erich (1894–1945), „Femeurteilsvollstrecker“ der „Schwarzen Reichswehr“, später NSDAP-Funktionär und Gutsbesitzer
- Klapproth, Erich (1912–1943), deutscher Theologe
- Klapproth, Helmut (1928–2011), deutscher Politiker (SED)
- Klapproth, Rosa (1899–1975), Mitglied der Schwarzen Reichswehr
- Klapproth, Ruedi (1925–2012), Schweizer Jugendschriftsteller
- Klapproth, Stephan (* 1958), Schweizer Fernsehmoderator
- Klapproth, Thorsten (* 1961), deutscher Manager
- Klapproth, Walter (1921–1972), deutscher Fußballspieler
- Klapproth, Willy (1892–1967), Polizeipräsident in Frankfurt am Main
- Klapprott, Bernhard (* 1964), deutscher Cembalist, Clavichordspieler, Organist und Ensemble-Leiter
- Klaproth, Arthur (1885–1945), deutscher Schauspieler und Regisseur
- Klaproth, Christian August Ludwig (1757–1812), preußischer Geheimer Kriegsrat und Archivar im Geheimen Staatsarchiv
- Klaproth, Heinrich Julius (1783–1835), deutscher Orientalist
- Klaproth, Martin Heinrich (1743–1817), deutscher Chemiker
- Klaproth, Paul (1862–1947), deutscher Kommerzienrat, Generalkonsul und Bankier
- Klaps, Hans (1936–2015), deutscher Politiker (SPD), MdL
- Klapsia, Heinrich (1907–1945), österreichischer Kunsthistoriker
- Klapuch, Josef (1906–1985), tschechoslowakischer Ringer und Schauspieler

### Klar
- Klar, Alexander (* 1968), deutscher Kunsthistoriker und Museumsleiter
- Klar, Alois (1763–1833), böhmischer Philologe, Mitbegründer der Prager Blinden-Erziehungs-Anstalt
- Klar, Christian (* 1952), deutscher Terrorist der Rote Armee Fraktion
- Klar, Christian (* 1980), deutscher politischer AktivistChristian Klar (* 1980)

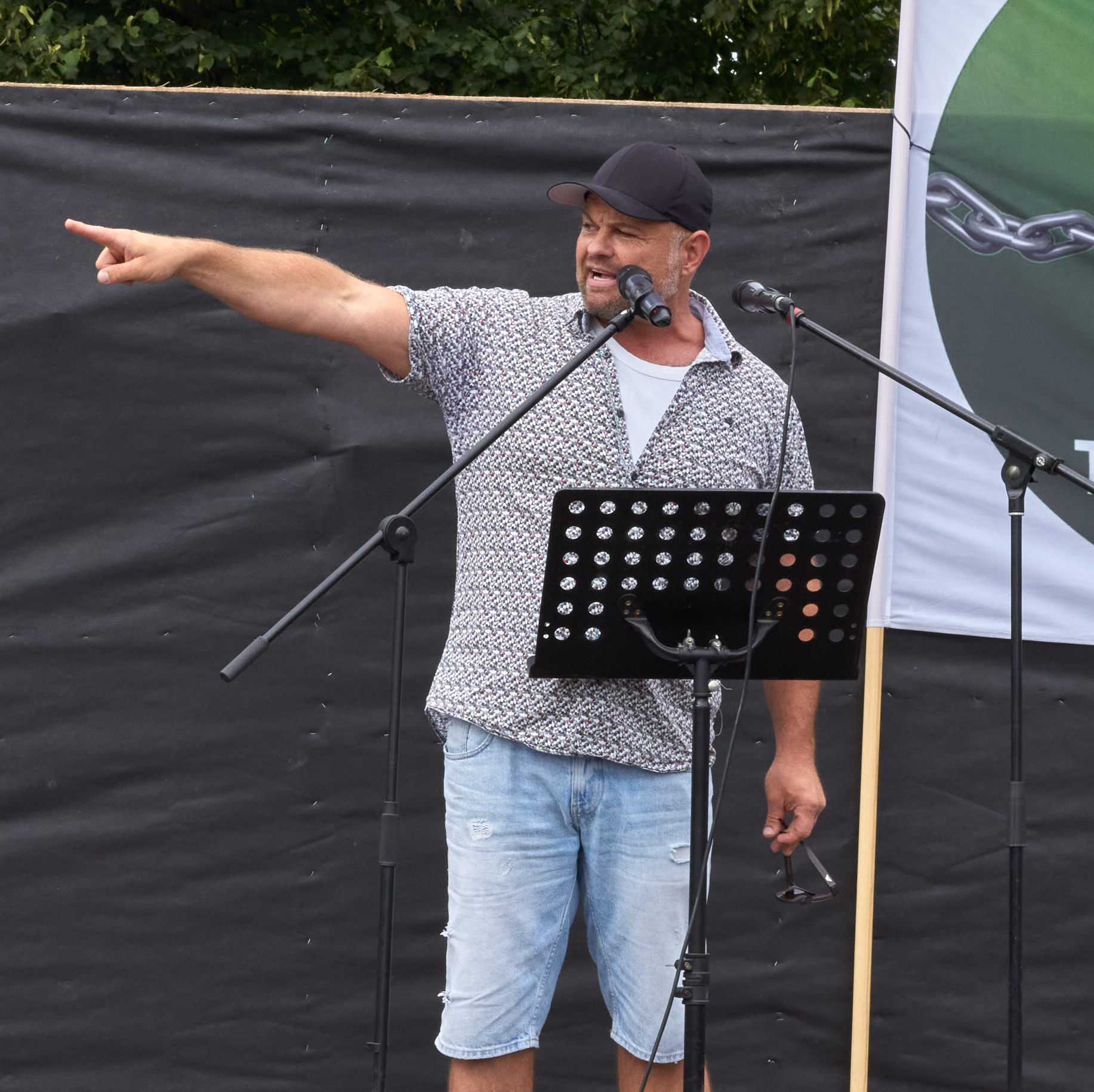
Christian Klar (* 1980)

- Klar, Dieter (* 1937), deutscher Fotograf und Fotojournalist
- Klar, Elisabeth (* 1986), österreichische Autorin
- Klar, Ernst (* 1952), deutscher Chirurg und Hochschullehrer
- Klar, Hanna Laura (1940–2025), deutsche Autorin, Dokumentarfilmregisseurin, Produzentin und Dozentin
- Klar, Heribert (1933–1992), deutscher Rechtspfleger und Autor
- Klär, Hildegard (* 1940), deutsche Politikerin (SPD), MdL
- Klar, Jakob (1783–1833), bayerischer Verwaltungsjurist und Politiker
- Klar, Joachim (1909–1996), deutscher Rektor und Heimatpfleger
- Klar, Julian (* 2000), österreichischer Fußballspieler
- Klär, Karl-Heinz (* 1947), deutscher Politiker (SPD)
- Klar, Katharina (* 1987), österreichische Schauspielerin
- Klar, Martin (1886–1966), deutscher Kunsthistoriker
- Klar, Michael (1943–2023), deutscher Grafiker, Gestalter und Hochschullehrer
- Klar, Philipp (* 1992), österreichischer Fußballspieler
- Klar, Sylvia Elvira (1885–1942), deutsche Widerstandskämpferin und NS-Opfer
- Klar, Thomas A., deutscher Physiker
- Klara (1321–1368), Gräfin von Freiburg
- Klara von Assisi († 1253), Gründerin des Ordens der KlarissenKlara von Assisi († 1253)

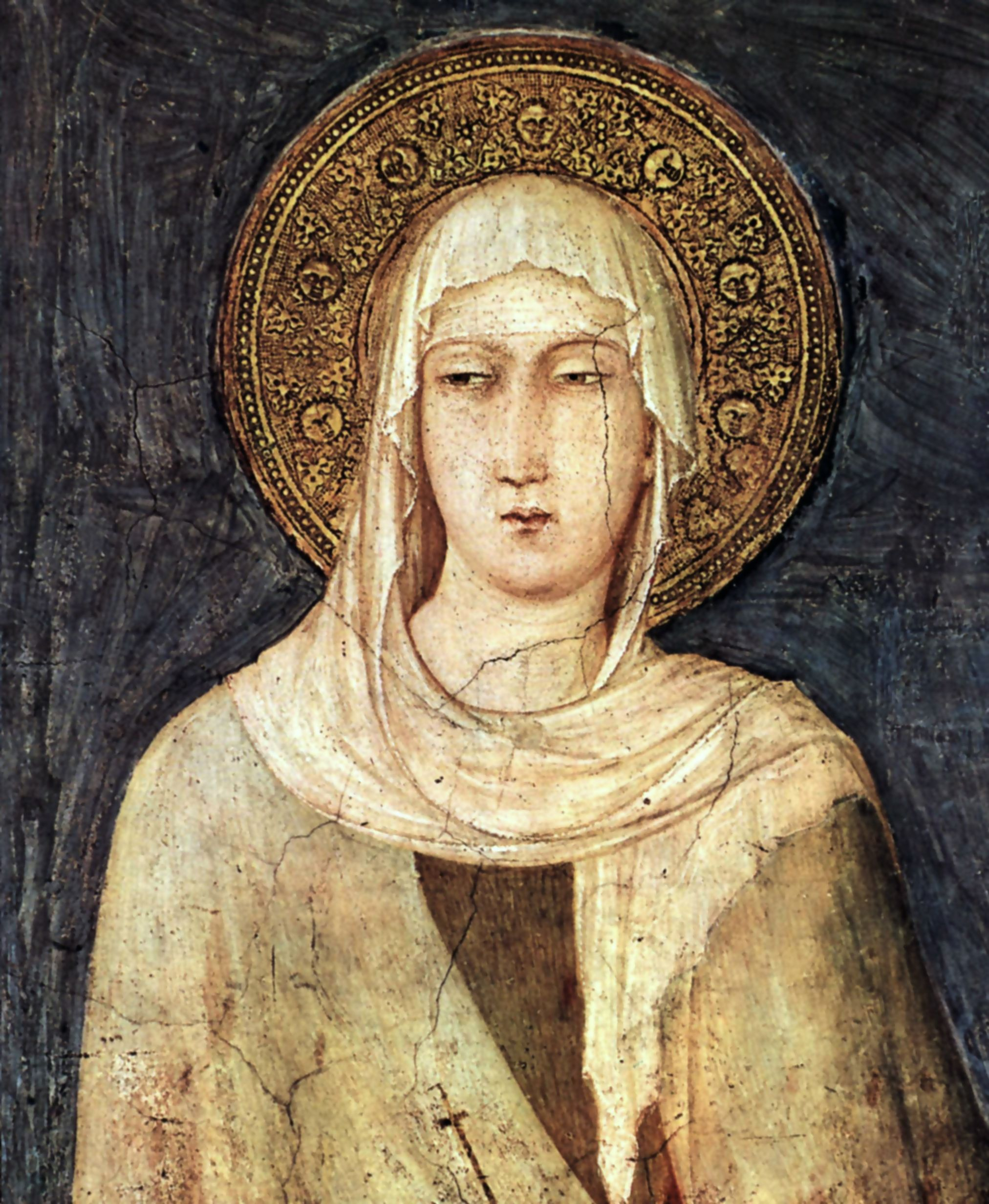
Klara von Assisi († 1253)

- Klara von Montefalco (1268–1308), Jungfrau, Heilige, Äbtissin
- Klara von Sachsen-Lauenburg († 1576), Herzogin von Braunschweig-Lüneburg, Fürstin bzw. Herzogin von Gifhorn
- Klara, August Philipp (1790–1850), estnischer Maler, Graveur und Kupferstecher
- Klarbach, Alfred Mensi von (1854–1933), österreichischer Schriftsteller und Journalist
- Klare, Arno (* 1952), deutscher Politiker (SPD), MdB
- Klare, Bernhard Johannes (* 1904), deutscher Jurist und Politiker (NSDAP)
- Klare, Falka (* 2007), deutsche Schauspielerin
- Klare, Felix (* 1978), deutscher SchauspielerFelix Klare (* 1978)

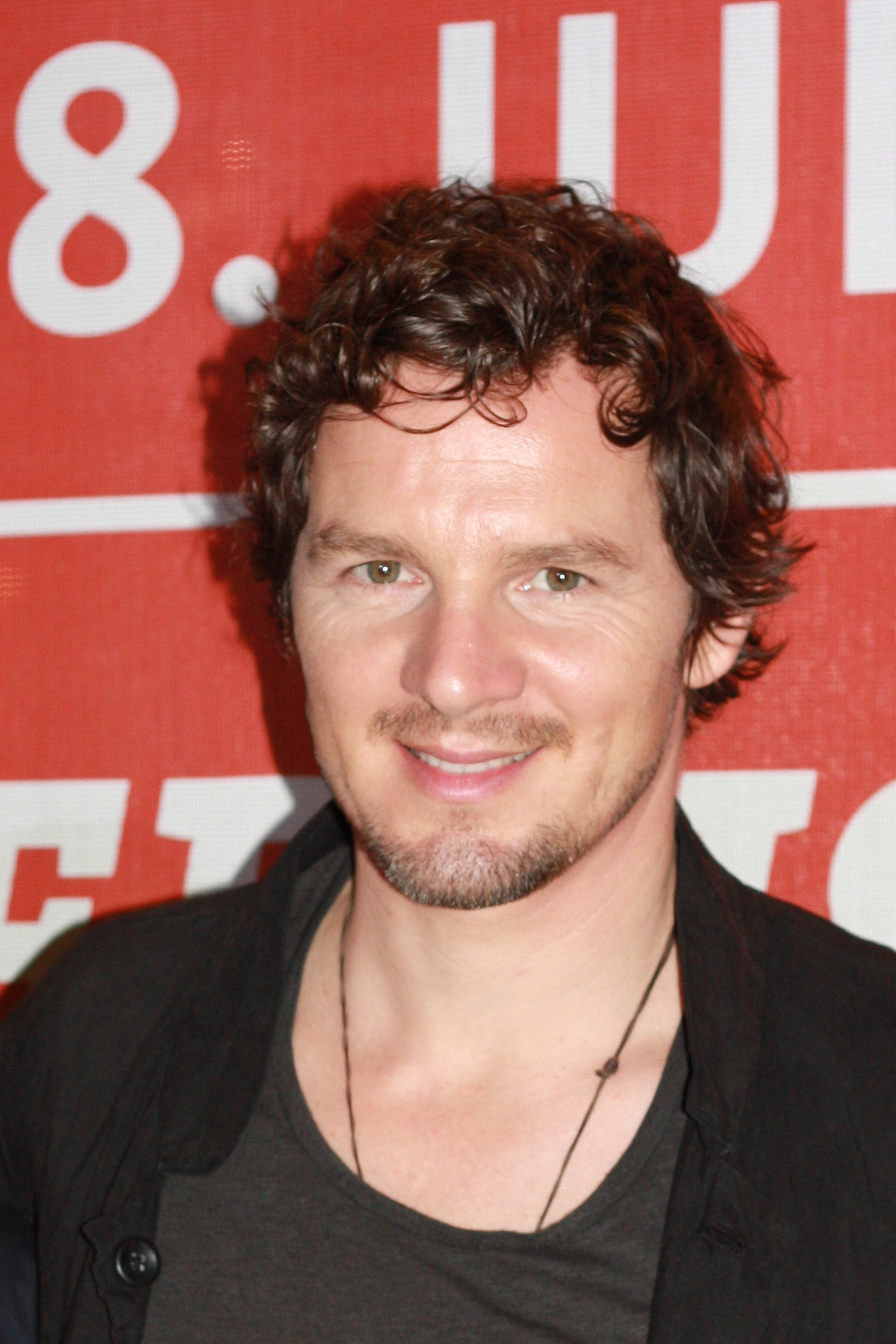
Felix Klare (* 1978)

- Klare, Hans-Hermann (* 1956), deutscher Journalist und Autor
- Klare, Hermann (1909–2003), deutscher Chemiker und Präsident der Akademie der Wissenschaften der DDR
- Klare, Jan (* 1961), deutscher Jazzmusiker und Komponist
- Klare, Johannes (1930–2022), deutscher Romanist und Lusitanist
- Klare, Jörn (* 1965), deutscher Journalist und Sachbuchautor
- Klare, Karl (1922–1995), deutscher Politiker (CDU), MdL
- Klare, Karl-Heinz (* 1948), deutscher Politiker (CDU), MdL
- Klare, Kurt (1885–1954), deutscher Mediziner, Hochschullehrer und NS-Ärztefunktionär
- Klare, Margaret (* 1932), deutsche Schriftstellerin
- Klare, Michael T. (* 1942), US-amerikanischer Politikwissenschaftler
- Klare, Mona (* 1966), deutsche Schauspielerin und ausgebildeter systemischer Coach
- Klare, Rudolf Paul (1913–1945), deutscher Jurist, Sicherheitsdienst, SS-Angehöriger
- Klare, Stefan (* 1971), deutscher Radrennfahrer
- Klaren, Clare, Fernsehschauspielerin
- Klaren, Georg C. (1900–1962), österreichischer Regisseur und Drehbuchautor
- Klarer, Christoph (* 2000), österreichischer Fußballspieler
- Klarer, Elizabeth (1910–1994), südafrikanische Frau, angeblich von Außerirdischen entführt
- Klarer, Josef (1898–1953), deutscher Chemiker
- Klarer, Martin (* 1982), deutscher Fußballspieler
- Klarer, Stephan (* 1972), Schweizer Dirigent, Chorleiter und Musikwissenschaftler
- Klarer, Walter (1500–1567), Schweizer evangelisch-reformierter Pfarrer, Reformator, Gastwirt und Chronist
- Klareskog, Lars (* 1945), schwedischer Mediziner
- Klaret, Domherr auf dem Veitsdom in Prag
- Klarić, Danijel (* 1995), kroatisch-österreichischer Fußballspieler
- Klarić, Sara (* 1993), kroatische Fußballspielerin
- Klarić, Srdjan (* 1972), deutscher Basketballfunktionär und -trainer
- Klarica, Luka Lovre (* 2001), kroatischer Handballspieler
- Klarik, Jeffrey, US-amerikanischer Drehbuchautor und Produzent
- Klärle, Martina (* 1967), deutsche Ingenieurin
- Klarlund, Frida (* 1989), dänische Fußballschiedsrichterin
- Klarman, Seth (* 1957), US-amerikanischer Hedgefonds-Manager und Milliardär
- Klarmann, Adolf D. (1904–1975), US-amerikanischer Literaturwissenschaftler
- Klarmann, Anne-Christine (* 1963), deutsche Künstlerin
- Klarmann, Irmgard (* 1957), deutsche Songwriterin und Musikproduzentin
- Klarmann, Johann (* 1939), deutscher Politiker (SPD), MdHB
- Klarmann, Joseph (1928–2006), US-amerikanischer Astrophysiker
- Klärner, Andreas (* 1970), deutscher Soziologe
- Klarner, Gerhard (1927–1990), deutscher Nachrichtensprecher
- Klarsfeld, Arno (* 1965), französisch-israelischer Anwalt und Politiker
- Klarsfeld, Beate (* 1939), deutsch-französische Journalistin und HolocaustforscherinBeate Klarsfeld (* 1939)

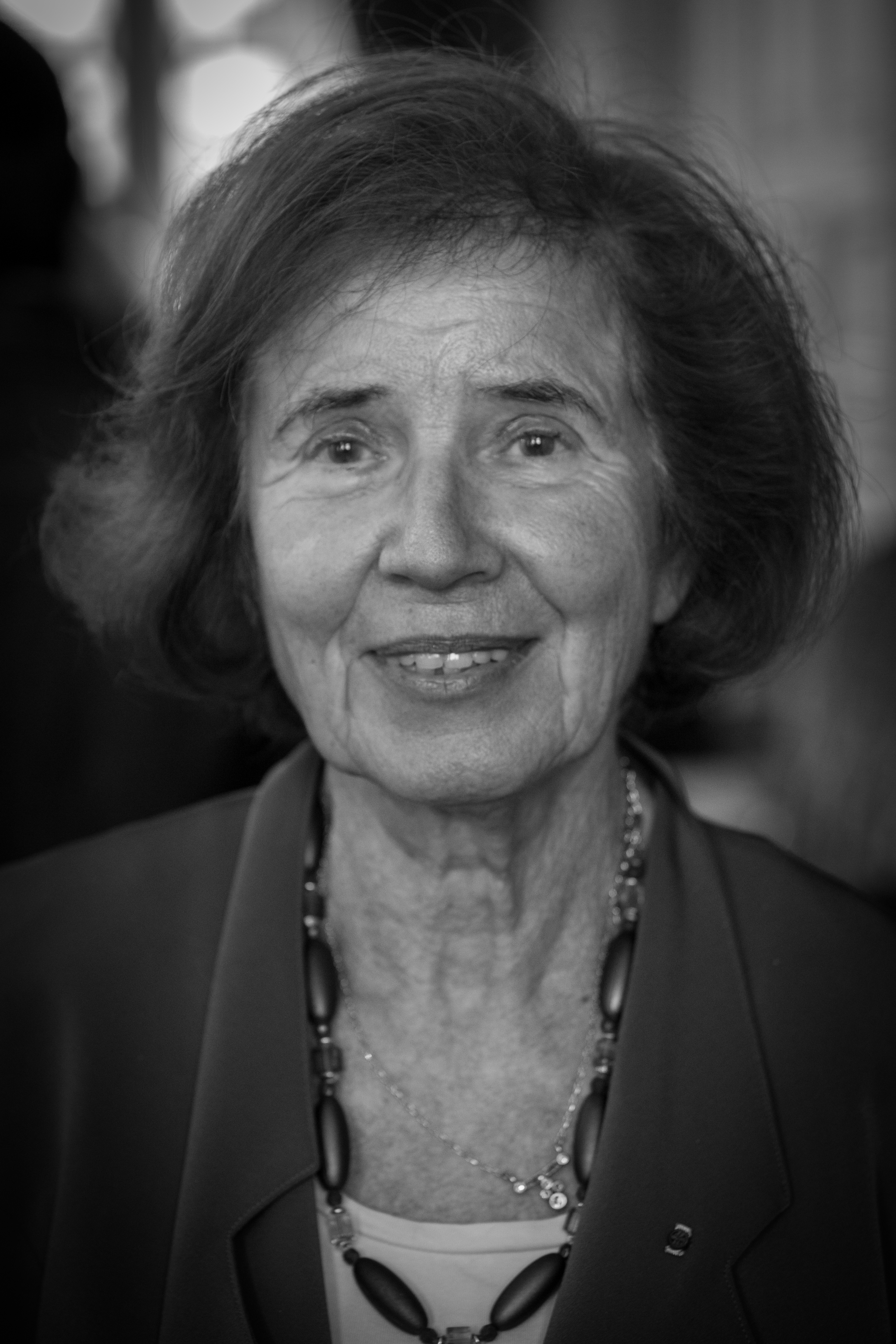
Beate Klarsfeld (* 1939)

- Klarsfeld, Serge (* 1935), französischer Rechtsanwalt und Historiker
- Klarström, Andreas (* 1977), schwedischer Fußballspieler
- Klartag, Bo'az (* 1978), israelischer Mathematiker
- Klarwein, Franz (1914–1991), deutscher Opernsänger (Lyrischer Tenor)
- Klarwein, Mati (1932–2002), deutscher MalerMati Klarwein (1932–2002)

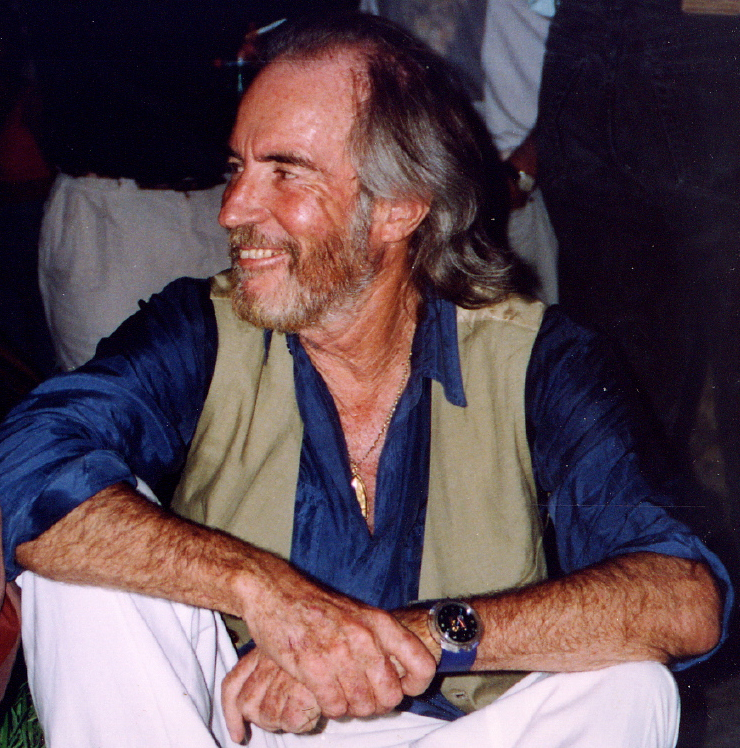
Mati Klarwein (1932–2002)

- Klarwein, Michaela, deutsche Schauspielerin
- Klarwein, Ossip (1893–1970), deutsch-israelischer Architekt

### Klas
- Klas, Eri (1939–2016), estnischer Dirigent
- Klas, Maximilian (* 1990), deutscher Schauspieler
- Klasa, Michal (* 1953), tschechoslowakischer Radrennfahrer
- Klaschik, Eberhard (* 1943), deutscher Palliativmediziner
- Klaschinski, Lukas (* 1983), deutscher Psychologe, Buchautor, Podcaster, Radio- und Fernsehmoderator, Regisseur und Unternehmer
- Klaschka, Carmen (* 1987), deutsche Tennisspielerin
- Klaschka, Mathias (* 1970), deutscher Drehbuchautor
- Klaschka, Siegfried (* 1955), deutscher Sinologe
- Klasen, Andreas (* 1974), deutscher Jurist, Wirtschaftswissenschaftler und Politikberater
- Klasen, Anna (* 1993), deutsche Tennisspielerin
- Klasen, Arno (* 1967), deutscher Rennfahrer
- Klasen, Charlotte (* 1995), deutsche Tennisspielerin
- Klasen, Heiko (* 1969), deutscher Sportjournalist und Dozent
- Klasen, Jörn (* 1951), deutscher Arzt für Innere Medizin, Anthroposophische Medizin und Naturheilkunde
- Klasen, Karl (1909–1991), deutscher Jurist, Präsident der Deutschen Bundesbank (1970–1977)
- Klasen, Karl Christian (1911–1945), deutscher Maler und Grafiker
- Klasen, Linus (* 1986), schwedischer Eishockeyspieler
- Klasen, Odilo (* 1959), deutscher Organist und Komponist
- Klasen, Peter (* 1935), deutscher Bildhauer, Maler und Fotograf
- Klasen, Sepp (1935–2023), deutscher Politiker (SPD), MdL
- Klasen, Stephan (1966–2020), deutscher Entwicklungsökonom und Hochschullehrer
- Klasen, Thomas (* 1983), deutscher Fußballspieler
- Klasen-Memmer, Melanie (* 1967), deutsche Physikochemikerin
- Kläsener, Alexander (1826–1912), deutsch-niederländischer Kirchenmaler und Nazarener der Düsseldorfer Schule
- Kläsener, Hubertus (* 1988), deutscher Springreiter
- Kläsener, Stefan (1964–2024), deutscher Journalist und Theologe
- Kläsener, Thomas (* 1976), deutscher Fußballspieler
- Klasenius, Mathias (* 1975), schwedischer Fußballschiedsrichterassistent
- Kläser, Martin (* 1987), deutscher Pokerspieler
- Klashnekoff (* 1975), britischer Rapper
- Klashorst, Peter (1957–2024), niederländischer Fotograf, Bildhauer und Maler
- Klasik, Alicja (* 2004), polnische Degenfechterin
- Klasinc, Leo (1937–2021), jugoslawischer bzw. kroatischer Chemiker
- Klasing, August (1809–1897), deutscher Buchhändler und Verleger
- Klasing, August (1881–1958), deutscher Jurist, Verlagsbuchhändler und Teilhaber der Firma "Velhagen & Klasing" zu Bielefeld
- Klasing, Hermann (1859–1951), deutscher Schriftsteller, Rechtsanwalt und Notar
- Klasing, Johannes (1846–1927), deutscher Verleger
- Klasink, Berend (1874–1953), evangelisch-reformierter Landwirt und Politiker der Grafschaft Bentheim
- Klasmeier, Christian (1894–1974), Leiter verschiedener Gewerbeaufsichtsämter
- Klasmeyer, Heinrich (1887–1963), deutscher Gewerkschafter und Politiker
- Klasnić, Ivan (* 1980), kroatischer FußballspielerIvan Klasnić (* 1980)

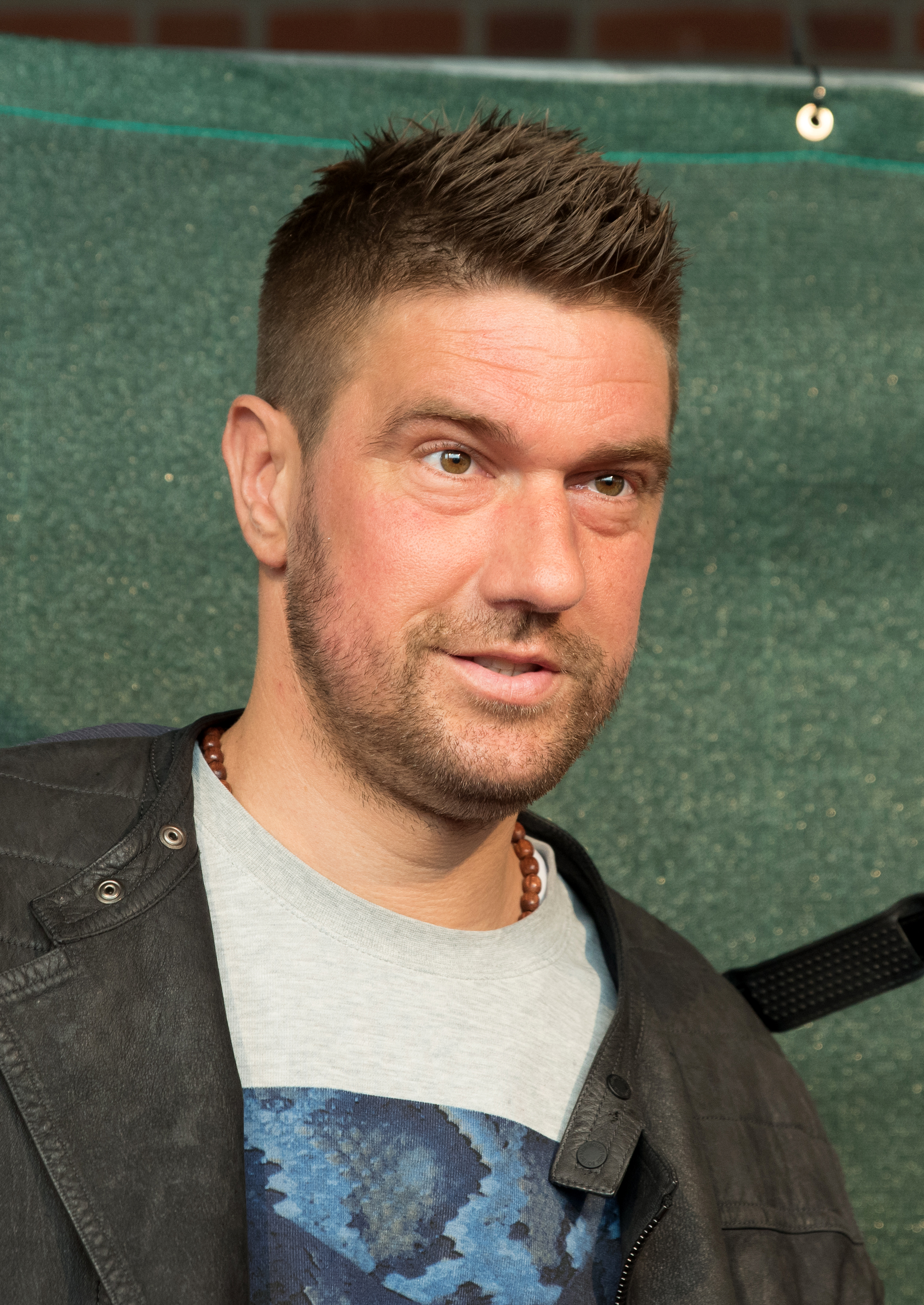
Ivan Klasnić (* 1980)

- Klasnic, Waltraud (* 1945), österreichische Politikerin (ÖVP), Landeshauptmann der Steiermark, Mitglied des Bundesrates
- Klaß, Albert von (1801–1873), preußischer Generalmajor und Kommandeur der 30. Infanterie-Brigade
- Klass, Alisha (* 1972), US-amerikanische Pornodarstellerin
- Kläß, Bernhard (1918–1981), deutscher Arzt und Mitglied des Bayerischen Senats
- Klaß, Christa (* 1951), deutsche Politikerin (CDU), MdEP
- Klass, Craig (* 1965), US-amerikanischer Wasserballspieler
- Klass, David (* 1960), US-amerikanischer Schriftsteller und Drehbuchautor
- Klass, Dennis (* 1940), US-amerikanischer Religionspsychologe und emeritierter Hochschullehrer
- Klass, Gert von (1892–1971), deutscher Wirtschaftsjournalist, Schriftsteller, Drehbuchautor und Biograf
- Klass, Günter (1936–1967), deutscher Rennfahrer
- Klass, Johannes (1879–1936), deutscher Architekt und kommunaler Baubeamter
- Klass, Justinus (1912–1944), deutscher Althistoriker
- Klass, Marvin (* 1988), deutscher Volleyball- und Beachvolleyballspieler
- Klass, Myleene (* 1978), britische Schauspielerin, Fernseh- und Radiomoderatorin, Pianistin, Sängerin, Reality-TV-Teilnehmerin und Model
- Klass, Nadine (* 1975), deutsche Juristin, Hochschullehrerin und ehemalige Richterin am Verfassungsgerichtshof für das Land Nordrhein-Westfalen
- Klaß, Nico (* 1997), deutscher Fußballspieler
- Klaß, Oskar von (1822–1887), preußischer Generalmajor und Kommandeur der 18. Infanterie-Brigade
- Klass, Philip J. (1919–2005), US-amerikanischer Ufologe
- Klass, Richard (* 1900), deutscher Radrennfahrer
- Klaß, Wilhelm von (1786–1850), preußischer Generalleutnant
- Klassen, Andrey (* 1984), russischer Künstler
- Klassen, Ben (1918–1993), US-amerikanischer Nationalist und Religionsstifter
- Klassen, Cindy (* 1979), kanadische Eisschnellläuferin
- Klassen, Cornelius F. (1894–1954), Persönlichkeit der mennonitischen Hungerhilfe und der mennonitischen Auswanderung und Kolonisierung in Russland, Kanada und Europa
- Klassen, E. T. (1908–1990), US-amerikanischer Geschäftsmann
- Klassen, Eduard, paraguayischer Harfenist
- Klassen, Heinrich (* 1961), deutscher Leiter des Bundes evangelischer Freikirchen (Taufgesinnte Gemeinden) (BEFTG)
- Klaßen, Heinz Josef (* 1936), deutscher Fotograf und Maler
- Klassen, Janina (* 1953), deutsche Musikwissenschaftlerin
- Klassen, Jon (* 1981), kanadischer Illustrator und Autor
- Klassen, Julie (* 1964), US-amerikanische Schriftstellerin
- Klaßen, Knut (* 1967), deutscher Künstler
- Klassen, Lena (* 1971), deutsche Autorin
- Klassen, Leon (* 2000), russischer FußballspielerLeon Klassen (* 2000)

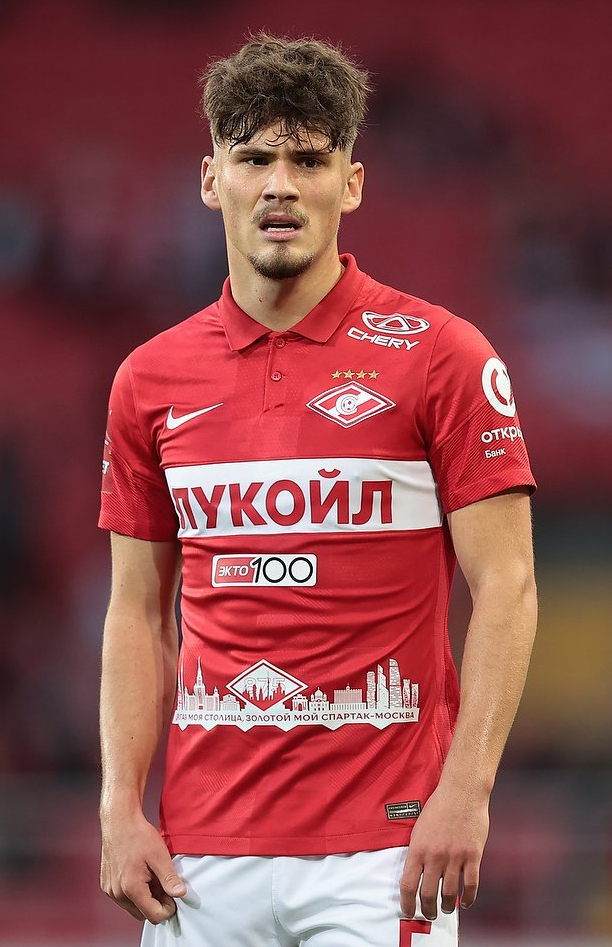
Leon Klassen (* 2000)

- Klassen, Malcolm (* 1981), südafrikanischer Boxer im Superfedergewicht und Normalausleger
- Klassen, Norbert (1941–2011), deutsch-schweizerischer Schauspieler und Performancekünstler
- Klassen, Peter (1903–1989), deutscher Diplomat
- Klassen, Peter (1935–2008), deutscher Bildhauer
- Klassen, Peter P. (1926–2018), russlandmennonitischer Historiker und Autor
- Klassen, Ralph (1955–2020), kanadischer Eishockeyspieler
- Klaßen, Robert (* 1962), wissenschaftlicher Autor, Software-Trainer und Fotograf
- Klassen, Sam (* 1989), deutsch-kanadischer Eishockeyspieler
- Klaßen, Solveig (* 1969), deutsche Drehbuchautorin und Regisseurin
- Klassen, Viktor (* 1981), deutscher Basketballspieler
- Klässner, Bärbel (* 1960), deutsche Lyrikerin, Prosaistin
- Klassohn, Helge (* 1944), evangelischer Theologe
- Klassohn, Robert Eduardowitsch (1868–1926), russischer Elektroingenieur
- Klassou, Komi Sélom (* 1960), togoischer Politiker und Premierminister
- Klášterka, Jakub (* 1994), tschechischer Autorennfahrer
- Klášterský, Antonín (1866–1938), tschechischer Dichter
- Klastersky, Wilhelm (1880–1961), österreichischer Jurist
- Klasvogt, Peter (* 1957), deutscher katholischer Geistlicher, Autor, Rektor des Capo Santo TeutonicoPeter Klasvogt (* 1957)

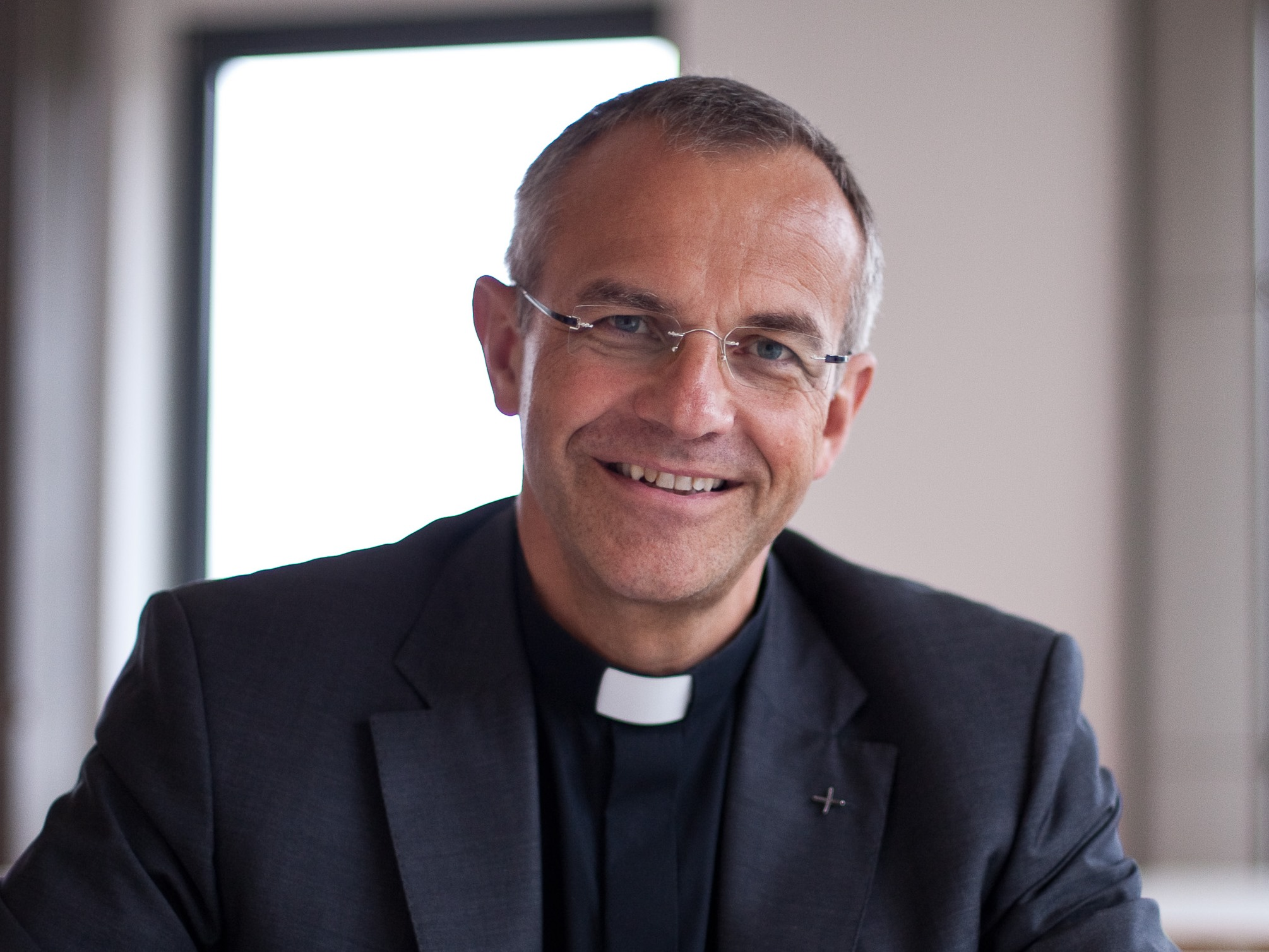
Peter Klasvogt (* 1957)

### Klat
- Klata, Jan (* 1973), polnischer Theaterregisseur
- Klata, Katarzyna (* 1972), polnische Bogenschützin
- Klátik, Miloš (* 1963), slowakischer Theologe, Bischof der Evangelischen Kirche A.B.
- Klatka, Tony (* 1946), US-amerikanischer Jazzmusiker (Trompete, Flügelhorn, Arrangement)
- Klatschko, Samuel (1851–1914), russischer Revolutionär
- Klatskin, Gerald (1910–1986), US-amerikanischer Hepatologe
- Klatt, Andreas (* 1987), deutscher Pokerspieler
- Klatt, Berthold (1885–1958), deutscher Zoologe
- Klatt, Edith (1895–1971), deutsche Schriftstellerin
- Klatt, Friedrich Wilhelm (1825–1897), deutscher Botaniker
- Klatt, Fritz (1888–1945), deutscher Reformpädagoge, Schriftsteller und Zeichner
- Klatt, Günther (1957–2012), deutscher Jazzsaxophonist, Maler und Bildhauer
- Klatt, Gustav (1823–1898), deutscher Vizeadmiral
- Klatt, Hans (1876–1936), deutscher Landschaftsmaler
- Klatt, Hartmut (1940–1998), deutscher Politikwissenschaftler und Hochschullehrer
- Klatt, Hartwig (* 1952), deutscher Fußballspieler
- Klatt, Heiko (* 1965), deutscher Rechtsanwalt für Medienrecht und PresserechtHeiko Klatt (* 1965)

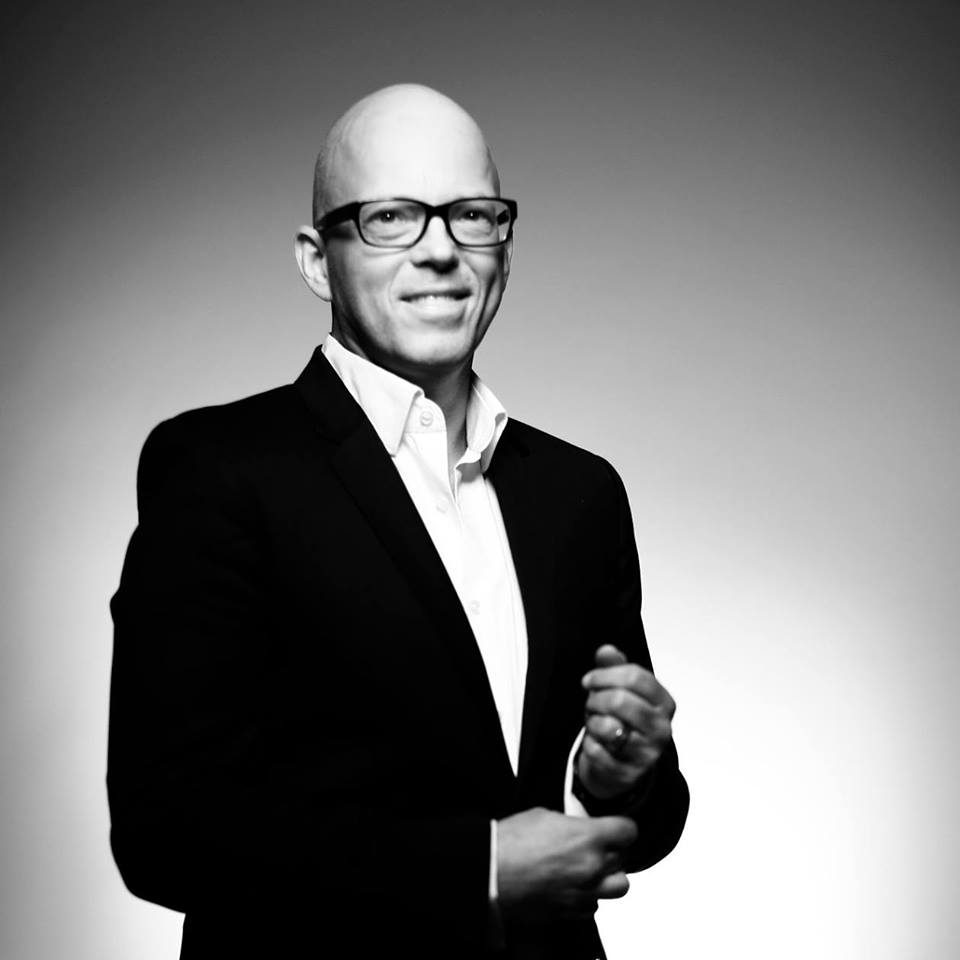
Heiko Klatt (* 1965)

- Klatt, Herbert (1909–1945), deutscher Schauspieler
- Klatt, Jason (* 1986), kanadischer Poolbillardspieler
- Klatt, Matthias (* 1973), deutscher Rechtswissenschaftler und Hochschullehrer
- Klatt, Michael (* 1968), deutscher Fußballfunktionär
- Klatt, Paul (1896–1973), deutscher Generalleutnant im Zweiten Weltkrieg und Kommandeur der 3. Gebirgs-Division (Wehrmacht)
- Klatt, Raymond, deutscher Kanusportler
- Klatt, Stefanie (* 1985), deutsche Volleyball- und Beachvolleyballspielerin
- Klatt, Trent (* 1971), US-amerikanischer Eishockeyspieler, -trainer und -scout
- Klatt, Werner (1904–1987), deutsch-britischer Agrarökonom
- Klatt, Werner (1948–2022), deutscher Ruderer
- Klatt, Wolfgang (1939–2016), deutscher Politiker (SPD), MdBB
- Klatte, Carsten (* 1969), deutscher Musiker, Sänger, Textdichter und Komponist
- Klatte, Diethard (* 1950), deutscher Mathematiker und Hochschullehrer
- Klatte, Edda (* 1953), deutsche Mittelstreckenläuferin
- Klatte, Elke (* 1953), deutsche Mittelstreckenläuferin
- Klatte, Ernst (1774–1835), preußischer Kavallerist und Schriftsteller zur Hippologie
- Klatte, Fritz (1880–1934), deutscher Chemiker
- Klatte, Ludwig (1893–1969), deutscher Schiffszimmerer und Politiker (SPD)
- Klatte, Maximilian Eugen von (1824–1893), Kreisdeputierter der Deutschkonservative Partei und Hauptmann a. D.
- Klatte, Ruth (* 1925), deutsche Malerin und Grafikerin
- Klatte, Werner (1879–1949), deutscher Architekt
- Klatte, Wilhelm (1870–1930), deutscher Musiktheoretiker, Musikpädagoge, Musikjournalist und Dirigent
- Klatten, Eduard Albert Friedrich (1832–1892), königlich preußischer Generalleutnant und zuletzt Inspekteur der Gewehrfabriken
- Klatten, Susanne (* 1962), deutsche UnternehmerinSusanne Klatten (* 1962)

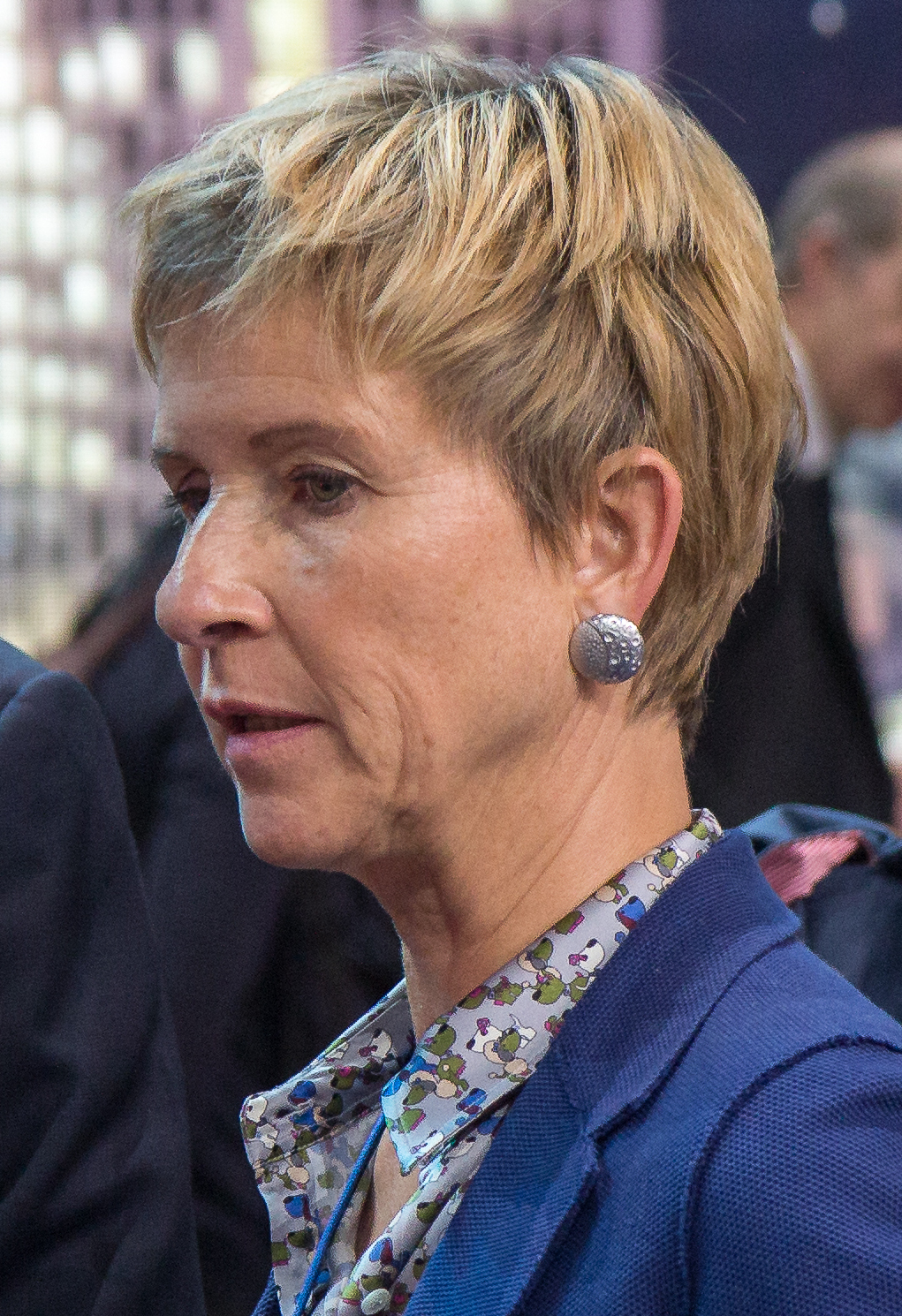
Susanne Klatten (* 1962)

- Klatten, Werner (* 1945), deutscher Manager, Vorstandsvorsitzender der EM.TV AG
- Klattenhoff, Diego (* 1979), kanadischer Schauspieler
- Klattenhoff, Klaus (* 1943), deutscher Pädagoge
- Klatz, Hanns (1914–2009), deutscher Redakteur
- Klatzkin, Jakob, hebräischer philosophischer Schriftsteller und nationaljüdischer Publizist
- Klatzky, Roberta L. (* 1947), US-amerikanische Kognitionspsychologin

### Klau
- Klau, Ralf (* 1964), deutscher Fußballspieler
- Klau, Steffen (* 1965), deutscher Eishockeyspieler und -schiedsrichter
- Klaua, Dieter (1930–2014), deutscher Mathematiker
- Klauber, Fritz (1882–1965), deutscher Romanist und Redakteur
- Klauber, Gertan (1932–2008), britischer Schauspieler
- Klauber, Leo (1890–1935), deutscher Arzt
- Klaubert, Birgit (* 1954), deutsche Politikerin (Die Linke), MdL
- Klauck, Christoph, deutscher Informatiker und Hochschullehrer
- Klauck, Erich A. (1897–1979), deutscher expressionistischer Maler
- Klauck, Fritz (1923–1967), deutscher Journalist und Politiker (CDU), MdA
- Klauck, Hans-Josef (1946–2025), deutscher Ordensgeistlicher, Neutestamentler und Hochschullehrer
- Klauck, Horst (1931–1985), deutscher Fußballtorwart
- Klaucke, Julius (1826–1903), deutscher Unternehmer und Erfinder des Klaucke-Stempels
- Klaucke, Peter (* 1943), deutscher Maler, Illustrator und Plastiker
- Klauda, Manfred (1936–2000), deutscher Sammler und Tretautofahrer
- Klauda, Zdeněk (* 1979), tschechischer Komponist und Musikwissenschaftler
- Klauder, John (1932–2024), US-amerikanischer theoretischer Physiker
- Klaudija, kroatische Prinzessin aus der Trpimirović-Dynastie
- Klaudios Nikostratos, antiker griechischer Philosoph
- Klauditz, Wilhelm (1903–1963), deutscher Holzforscher
- Klaudt, Evelyn (* 1971), deutsche EiskunstläuferinEvelyn Klaudt (* 1971)

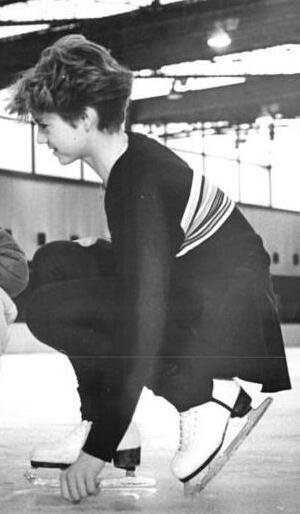
Evelyn Klaudt (* 1971)

- Klaudus, Rudolf (1895–1979), österreichischer Maler, Pädagoge und Publizist
- Klaudy, Karel Leopold (1822–1894), tschechischer Rechtsanwalt und Politiker
- Klaudy, Kurt (1905–2009), österreichischer Architekt und Historiker
- Klaudy, Peter (1903–1985), österreichischer Elektrotechniker, Pionier in der Supraleitung
- Klaudy, Peter von, deutscher Tischtennisspieler
- Klaue, Andreas (* 1962), deutscher Schauspieler
- Klaue, Constanze (* 1985), deutsche Filmregisseurin, Autorin und Jazzsängerin
- Klaue, Hermann (1912–2001), deutscher Ingenieur und Erfinder
- Klaue, Magnus (* 1974), deutscher Literaturkritiker, Literaturwissenschaftler und Germanist
- Klaue, Siegfried (1931–2023), deutscher Rechtswissenschaftler und Hochschullehrer
- Klaue, Wolfgang (1935–2024), deutscher Filmarchivar
- Klauenbösch, Marco (* 1996), Schweizer Unihockeyspieler
- Klauer zu Wohra, Wilhelm Hartmann von († 1570), Fürstabt von Fulda (1568–1570)
- Klauer, Georg (1876–1947), deutscher Jurist
- Klauer, Harald (* 1960), deutscher Badmintonspieler
- Klauer, Johann Christian Ludwig (* 1782), deutscher Bildhauer
- Klauer, Karl Christoph (* 1961), deutscher Sozial- und Kognitionspsychologe
- Klauer, Karl Josef (1929–2023), deutscher Pädagoge, Volks- und Sonderschullehrer, Hochschullehrer und Autor
- Klauer, Martin Gottlieb (1742–1801), deutscher Bildhauer
- Klauer-Simonis, Albrecht (1918–2002), deutscher Künstler, Fotograf, Keramiker und Kunstpädagoge
- Klauhold, Alfred (1818–1890), deutscher Versicherungsjurist
- Klauhold, Caroline (1812–1867), deutsche Bildnis-, Genre- und Landschaftsmalerin
- Klauhs, Hellmuth (1928–1990), österreichischer Bankdirektor
- Kläui, Hans (1906–1992), Schweizer Frontist, Redakteur und Ortshistoriker
- Kläui, Henry (1880–1962), Schweizer Maler
- Kläui, Paul (1908–1964), Schweizer Historiker
- Kläui, Wolfgang (1945–2022), Schweizer Chemiker und Professor für Anorganische Chemie
- Klauk, Markus (* 1973), deutscher SchauspielerMarkus Klauk (* 1973)

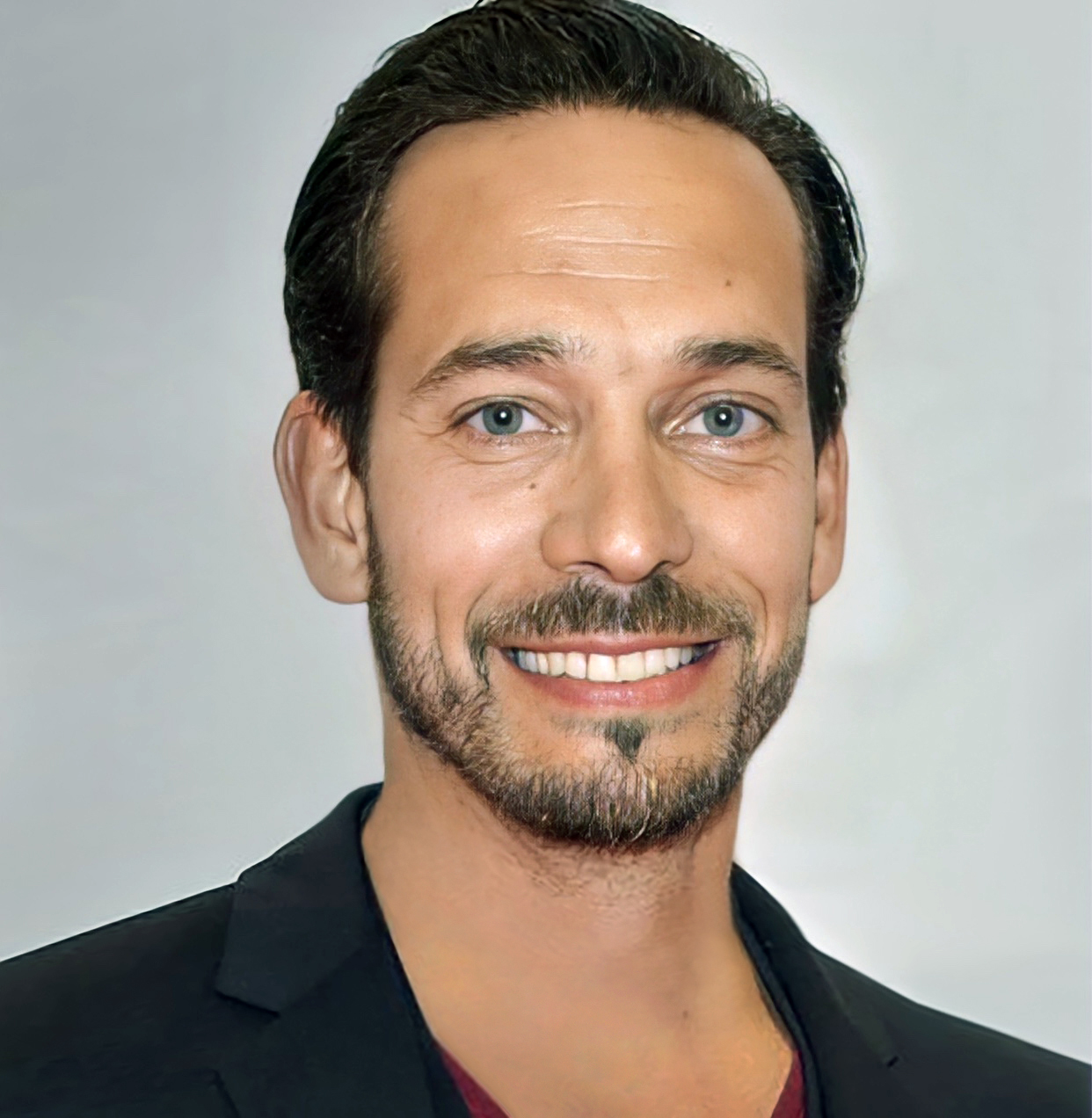
Markus Klauk (* 1973)

- Klauke, Dorsten (* 1959), deutscher Maler und Musiker
- Klauke, Jürgen (* 1943), deutscher Künstler
- Klauke, Ralf (* 1980), deutscher Crosslauf-Sommerbiathlet
- Klauke, Sabine (* 1973), deutsche Managerin
- Klaukien, Michael (* 1974), deutscher Komponist
- Klauner, Friederike (1916–1993), österreichische Kunsthistorikerin
- Klaunig, Gisa (* 1992), deutsche Handballspielerin und -trainerin
- Klaunig, Gottfried (1676–1731), deutscher Mediziner, Mitglied der Leopoldina
- Klaunig, Karl (1824–1861), deutscher Lehrer
- Klaunig, Stefanie (* 1991), deutsche Handballspielerin
- Klauninger, Jennifer (* 1991), österreichische politische Aktivistin
- Klaunzer, Peter (* 1967), liechtensteinischer Fußballspieler
- Klaup-McColl, Mari (* 1990), estnische Siebenkämpferin
- Klaus der Geiger (* 1940), deutscher Liedermacher und StraßenmusikerKlaus der Geiger (* 1940)

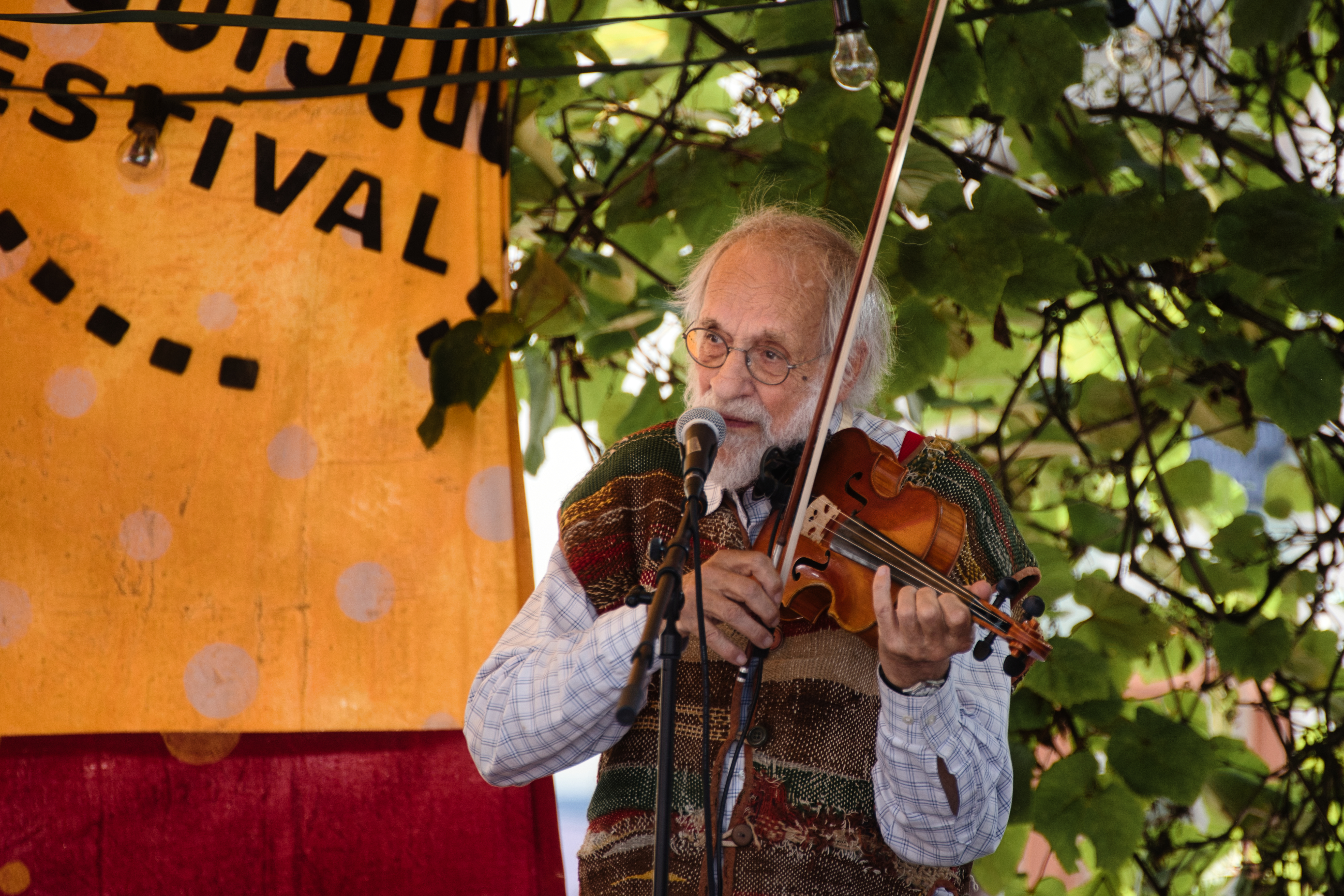
Klaus der Geiger (* 1940)

- Klaus von Urbach, deutscher Alchemist
- Klaus, Albert (1902–1983), deutscher Schriftsteller und Kinderbuchautor
- Klaus, Alfred (1919–2008), deutscher Kriminalbeamter
- Klaus, Andreas (* 1937), deutscher Motorradrennfahrer
- Klaus, Bernd (* 1967), deutscher Fußballspieler und Fußballtrainer
- Klaus, Bernhard (1913–2008), deutscher evangelischer Theologe
- Klaus, Birgit (* 1964), deutsche Fernsehmoderatorin und Autorin
- Klaus, Bruno (1848–1915), deutscher Lehrer, Heimatforscher und Landtagsabgeordneter
- Klaus, Canísio (* 1951), brasilianischer Geistlicher, römisch-katholischer Bischof von Sinop
- Klaus, Carl (* 1994), deutscher Fußballtorhüter
- Klaus, Christine Ursula (* 1957), deutsche Tierärztin und Politikerin (SPD), MdL
- Klaus, Daniel (* 1972), deutscher Schriftsteller
- Klaus, David (1718–1793), deutscher Philosoph
- Klaus, Dieter (1938–2010), deutscher Geograph, Mathematiker und Systemwissenschaftler
- Klaus, Edgar (* 1879), Agent
- Klaus, Elisabeth (* 1955), deutsche Soziologin und Kommunikationswissenschaftlerin
- Klaus, Emil (1907–1994), deutscher Landwirt und Winzer
- Klaus, Erich (* 1953), deutscher Ringer
- Klaus, Felix (* 1992), deutscher FußballspielerFelix Klaus (* 1992)

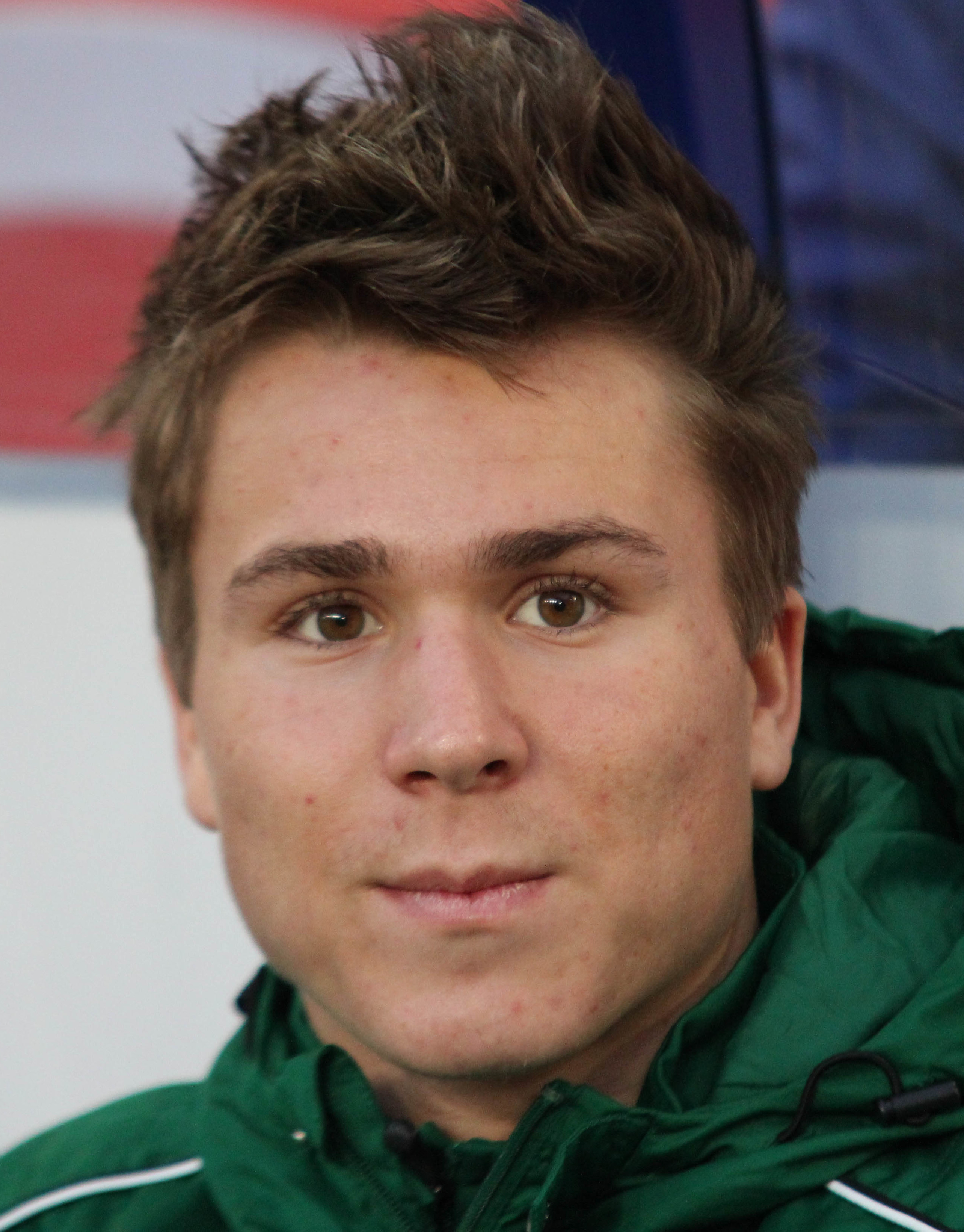
Felix Klaus (* 1992)

- Klaus, Frank (1887–1948), US-amerikanischer Boxer, Weltmeister im Mittelgewicht
- Klaus, Fred (1927–2005), deutscher Schauspieler und Synchronsprecher
- Klaus, Fred (* 1967), deutscher Fußballspieler
- Klaus, Friedrich (1887–1964), deutscher Politiker der CDU, MdL
- Klaus, Fritz (1921–1984), Schweizer Lehrer, Volkskundler und Autor
- Klaus, Georg (1912–1974), deutscher marxistischer Philosoph, Schachspieler und Schachfunktionär
- Klaus, Gottfried (1899–1963), Schweizer Politiker (SP)
- Klaus, H. Gustav (1944–2020), deutscher Anglist und Literaturwissenschaftler
- Klaus, Hans (1898–1954), deutscher Maler und Zeichner
- Klaus, Hans (1901–1985), deutschsprachiger tschechoslowakischer Autor
- Klaus, Heinrich (1876–1961), deutscher Politiker (SPD)
- Klaus, Horst (1930–2023), deutscher Gewerkschafter
- Klaus, Jakob (* 1788), deutscher Barbier und Memoirenautor
- Klaus, Johann (1808–1885), österreichischer Postmeister und Politiker, Landtagsabgeordneter
- Klaus, Johannes (* 1981), deutscher Reiseblogger, Grafik-Designer und Herausgeber
- Klaus, Josef (1910–2001), österreichischer Politiker (ÖVP), Abgeordneter zum Nationalrat und BundeskanzlerJosef Klaus (1910–2001)

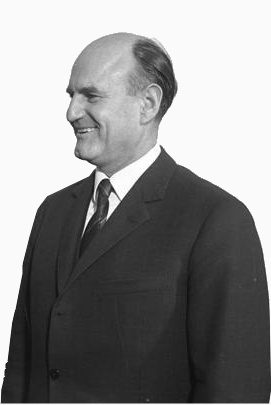
Josef Klaus (1910–2001)

- Klaus, Josef (* 1958), deutscher Eishockeyspieler
- Klaus, Julius (1849–1920), Schweizer Ingenieur, Industrieller und Rassenhygieniker
- Klaus, Julius (1910–1988), deutscher Kommunalpolitiker (CDU), Oberbürgermeister von Schwäbisch Gmünd
- Klaus, Konrad (* 1956), deutscher Indologe
- Klaus, Kurt (* 1934), Schweizer Uhrmacher und Erfinder
- Klaus, Lieke (* 1989), niederländische BMX-Sportlerin
- Klaus, Martin (* 1954), deutscher Pädagoge und Autor
- Klaus, Martin (* 1982), Schweizer Schauspieler
- Klaus, Martin A. (* 1938), deutscher Journalist und Schriftsteller
- Klaus, Matthias (1758–1833), österreichischer Politiker, Bürgermeister von St. Pölten
- Klaus, Michael (1952–2008), deutscher Buchautor
- Klaus, Oliver (* 1990), Schweizer Fußballspieler
- Klaus, Peter (* 1944), deutscher Wirtschaftswissenschaftler und Hochschullehrer
- Klaus, Philipp (* 1978), deutscher Handballspieler
- Klaus, Reinhold (1881–1963), österreichischer Maler, Grafiker und Buntglasmaler
- Klaus, Stefan (* 1977), deutsch-schweizerischer Handballspieler
- Klaus, Steffen, deutscher Film- und Theaterschauspieler
- Klaus, Tadeusz (* 1960), deutscher Komponist
- Klaus, Ulrich (* 1950), deutscher Gymnasiallehrer und Präsident des Deutschen Tennis Bundes
- Klaus, Václav (* 1941), tschechischer Wirtschaftswissenschaftler und Ministerpräsident
- Klaus, Werner (* 1928), deutscher Fußballspieler
- Klaus, Wilfried (* 1941), deutscher SchauspielerWilfried Klaus (* 1941)

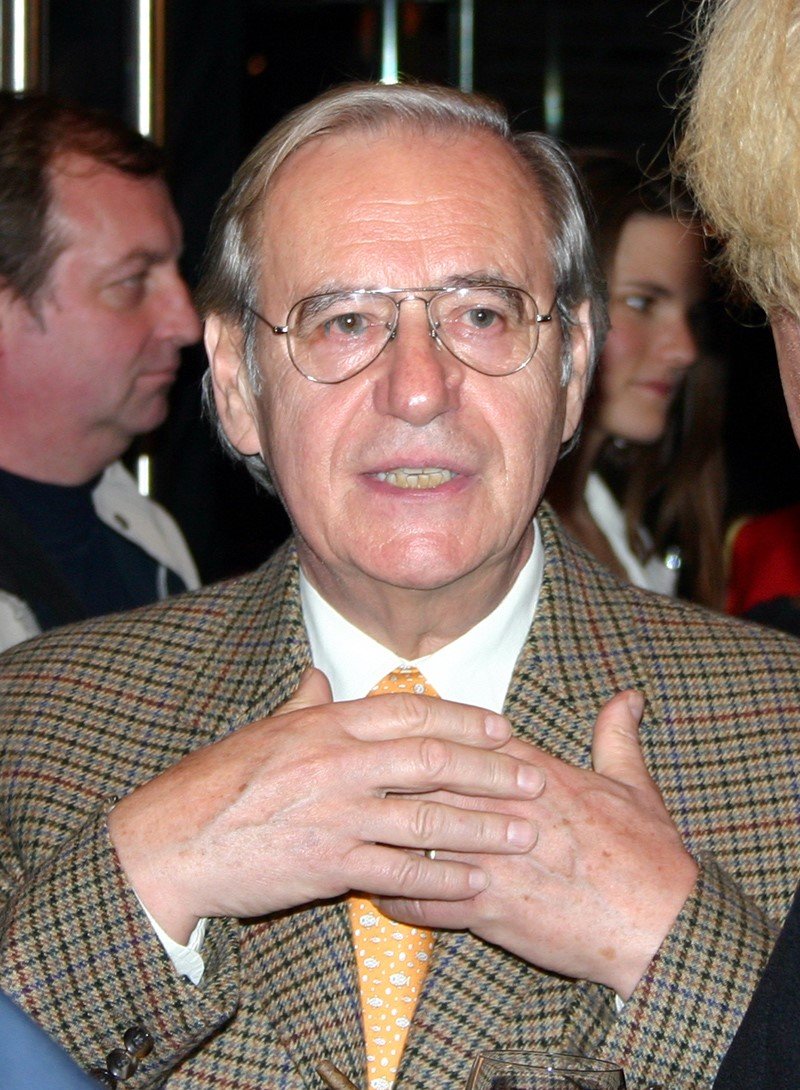
Wilfried Klaus (* 1941)

- Klaus, Wolfgang (* 1930), deutscher Politiker (SED), Oberbürgermeister der Stadt Frankfurt (Oder) (1965)
- Klaus-Sternwieser, Carina (* 2005), österreichische Judoka
- Klausa, Ekkehard (* 1941), deutscher Buchautor und Privatdozent für Soziologie
- Klausa, Udo (1910–1998), deutscher Landrat und Landesdirektor
- Klausberger, Gerhard (* 1950), österreichischer Politiker (SPÖ), oberösterreichischer Landesrat, Abgeordneter zum Nationalrat
- Klausberger, Maria Leopoldine (1888–1944), österreichische Journalistin und Frauenrechtlerin
- Klausberger, Philipp (* 1981), österreichischer Rechtswissenschaftler
- Klausch, Günter (1944–2018), deutscher Fußballspieler
- Klausch, Hans-Peter (1954–2016), deutscher Historiker
- Klause, Eugen (1903–1999), deutscher Kirchenmusiker und Komponist
- Klause, Gert-Dietmar (* 1945), deutscher Skilangläufer
- Klause, Michael (1895–1942), deutscher Arbeiter und Kommunist
- Klausen, Gottlieb Ernst (1762–1851), dänischer Lehrer, Dichter und Übersetzer
- Klausen, Oscar (1848–1891), russischer Architekt
- Klausen, Rasmus Thornbjerg (* 2000), dänischer Sprinter
- Klausen, Rudolf Heinrich (1807–1840), deutscher Klassischer Philologe
- Klausen, Steinar (* 1982), norwegischer Badmintonspieler
- Klausener, Alfons (1853–1921), deutscher Bürgermeister
- Klausener, Bruno (1887–1967), deutscher Verwaltungsjurist, Rechtsanwalt und Landrat
- Klausener, Erich (1885–1934), deutscher Jurist, Vertreter des deutschen politischen Katholizismus und StaatsbeamterErich Klausener (1885–1934)

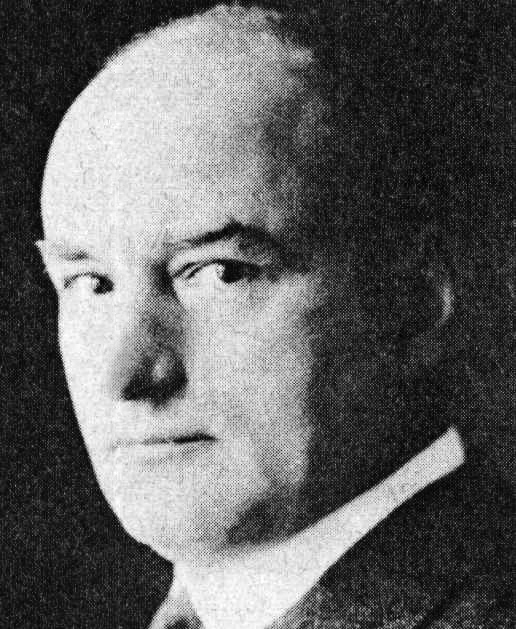
Erich Klausener (1885–1934)

- Klausener, Erich jun. (1917–1988), deutscher Priester
- Klausener, Hedwig (1888–1971), deutsche ehrenamtliche Sozialarbeiterin
- Klausener, Matthias (* 1962), Schweizer Schauspieler
- Klausener, Peter (1844–1904), deutscher Verwaltungsbeamter
- Klausener, Petrus (1782–1850), deutscher Trappistenmönch und Abt der Abtei Oelenberg
- Klauser, Andreas (* 1965), österreichischer Manager
- Klauser, Arthur (1889–1959), Polizeipräsident von Wien
- Klauser, Charly (* 1990), deutsche Singer-Songwriterin, Multiinstrumentalistin und ProduzentinCharly Klauser (* 1990)

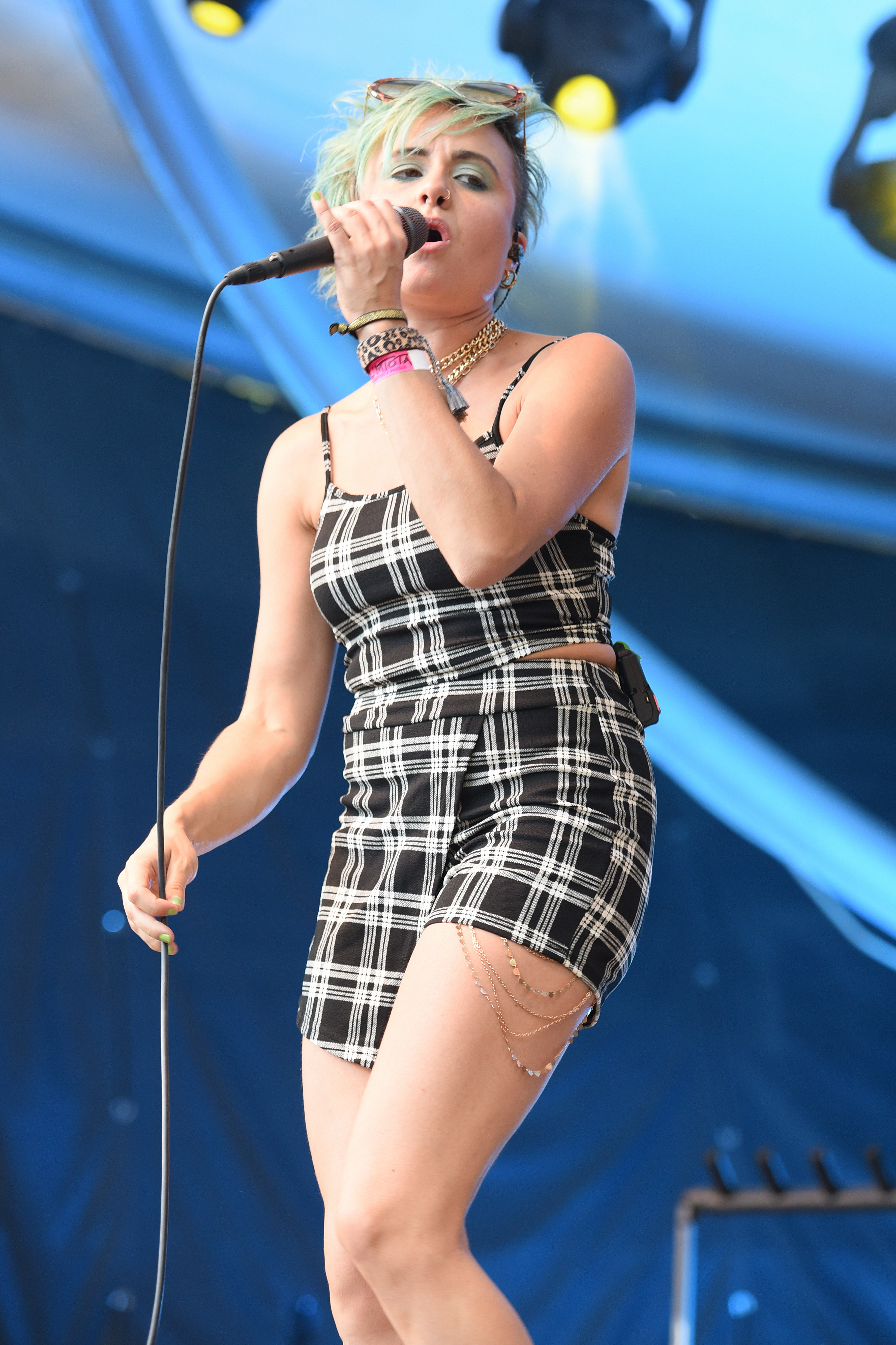
Charly Klauser (* 1990)

- Klauser, Christoph (1924–2009), österreichischer Landespolitiker (SPÖ)
- Klauser, Daniel (* 1981), Schweizer Politiker (GPS)
- Klauser, Fritz (1957–2018), deutscher Wirtschaftspädagoge und Hochschullehrer
- Klauser, Hans Peter (1910–1989), Schweizer Fotograf
- Klauser, Herbert (1916–2009), österreichischer Schriftsteller
- Kläuser, Horst (* 1956), deutscher Journalist und Moderator
- Klauser, Johann Josef (1705–1771), böhmischer Archivar, Hofdrucker und Besitzer eine Privatbibliothek
- Klauser, Markus (* 1958), Schweizer Schachspieler
- Klauser, Max (1937–2023), deutscher Fußballschiedsrichter
- Klauser, Robert (1867–1951), Landrat
- Klauser, Samuel Tobias (* 1982), Schweizer Schauspieler und Musicaldarsteller
- Klauser, Theodor (1894–1984), deutscher katholischer Theologe, Liturgiehistoriker, Kirchenhistoriker und Christlicher Archäologe
- Klauser, Thomas (* 1964), deutscher Skispringer
- Klauser, Urs (* 1953), Schweizer Volksmusikforscher, Volksmusikant und Instrumentenbauer
- Klausewitz, Wolfgang (1922–2018), deutscher Meereszoologe, Museologe und Wissenschaftshistoriker
- Klaushofer, Roswitha (* 1954), österreichische Schriftstellerin
- Klausing, Anton Ernst (1729–1803), Archäologe, Philologe, Sprachlehrer.
- Klausing, Christian († 1764), Orgelbauer
- Klausing, Friedrich (1887–1944), deutscher Jurist und Hochschullehrer
- Klausing, Friedrich Karl (1920–1944), deutscher Widerstandskämpfer des 20. Juli 1944
- Klausing, Heinrich (1675–1745), deutscher lutherischer Theologe, Mathematiker, Astronom und Polyhistor
- Klausing, Hinrich, deutscher Orgelbauer
- Klausing, Johann Berenhard († 1762), deutscher Orgelbauer
- Klausmann, Birgit (* 1956), deutsche Lexikografin und Autorin
- Klausmann, Christina (1957–2008), deutsche Historikerin, Publizistin und Kuratorin
- Klausmann, Felix (* 1996), deutscher Mountainbiker
- Klausmann, Hubert (* 1955), deutscher Germanist und Dialektologe
- Klausmann, Karl Heinz (1922–1945), deutscher Widerstandskämpfer jüdischer Abstammung
- Klausmann, Marcus (* 1977), deutscher Mountainbikefahrer
- Klausmann, Rainer (* 1949), Schweizer Kameramann
- Klausmann, Robert (1896–1972), deutscher politischer Aktivist (KPD) und Résistancekämpfer
- Klausmann, Sigrid (* 1955), deutsche Regisseurin und Drehbuchautorin
- Klausmann, Urban (* 1952), deutscher Fußballspieler
- Klausmeier, Axel (* 1965), deutscher Kunst- und Architekturhistoriker
- Klausmeier, Friedrich (* 1915), deutscher Musikpädagoge und Musikwissenschaftler
- Klausmeier, Kathrin (* 1986), deutsche Geschichtsdidaktikerin und Hochschullehrerin
- Klausner, Abraham (1915–2007), reformjüdischer Rabbiner, Militärrabbiner und Captain in der United States Army
- Klausner, Gertrud (1877–1939), deutsche Politikerin
- Klausner, Hubert (1892–1939), österreichischer Politiker (NSDAP), MdR, Gauleiter und Landeshauptmann von Kärnten
- Klausner, Joseph (1874–1958), israelischer Literaturwissenschaftler, Historiker und ReligionswissenschaftlerJoseph Klausner (1874–1958)

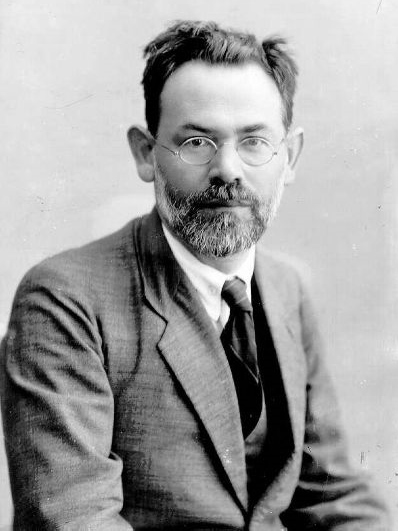
Joseph Klausner (1874–1958)

- Klausner, Julius (1874–1950), Begründer des Schuhhauses Leiser
- Klausner, Margot (1905–1975), israelische Schriftstellerin, Verlegerin, Vorsitzende der Parapsychologischen Gesellschaft in Israel, Pionierin des israelischen Films und Theaters
- Klausner, Max Albert (1848–1910), jüdischer Publizist
- Klausner, Otto (1880–1931), Schuhgroßunternehmer
- Klausner, Richard D. (* 1951), US-amerikanischer Zellbiologe und Biotechnologie-Unternehmer
- Klausner, Sabine (* 1977), österreichische Politikerin (SPÖ), Landtagsabgeordnete
- Klausner, Uwe (* 1956), deutscher Gymnasiallehrer und Krimiautor
- Klausner, Wolfgang (1906–1958), deutscher Politiker (BVP, NSDAP, CSU). MdB
- Klausner-Cronheim, Irma (1874–1959), deutsche Ärztin, eine der ersten Frauen, die in Deutschland studierten
- Klausnitzer, Bernhard (* 1939), deutscher Entomologe und Redakteur
- Klausnitzer, Cora (* 1987), deutsche Hörfunkmoderatorin und Redakteurin
- Klausnitzer, Erich (1902–1993), deutscher Lehrer, Stifter-Forscher, Schriftsteller und Maler
- Klausnitzer, Isabella (* 1957), österreichische Kolumnistin und Journalistin
- Klausnitzer, Rudolf (* 1948), österreichischer Intendant, Medienjournalist und KulturmanagerRudolf Klausnitzer (* 1948)

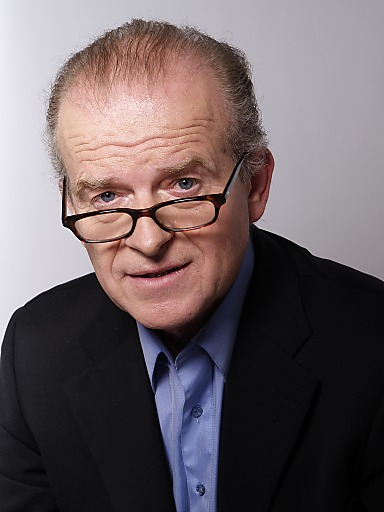
Rudolf Klausnitzer (* 1948)

- Klausnitzer, Ulrich (* 1963), deutscher Naturwissenschaftler
- Klausnitzer, Wolfgang (* 1950), deutscher römisch-katholischer Fundamentaltheologe
- Klauson, Valter (1914–1988), estnischer kommunistischer Politiker
- Klausová, Livia (* 1943), tschechische Volkswirtin
- Klauss (* 1997), brasilianisch-italienischer Fußballspieler
- Klauß, Cornelia (* 1962), Filmwissenschaftlerin, Autorin und Filmemacherin
- Klauss, Gauthier (* 1987), französischer Kanute
- Klauß, Gerhard (1944–2024), deutscher Zirkusdirektor (DDR)
- Klauß, Jürgen Karl (1944–2009), deutscher Regisseur, Autor, Produzent und Schauspieler
- Klauß, Karl (1888–1956), deutscher Schriftentwerfer, Grafiker und Buchgestalter
- Klauß, Max (* 1947), deutscher Leichtathlet und Olympiateilnehmer
- Klauß, Michael (* 1970), deutscher Fußballspieler
- Klauß, Michael (* 1987), deutscher Fußballspieler
- Klauß, Miguel (* 1986), deutscher Politiker (AfD)
- Klauß, Robert (* 1984), deutscher Fußballspieler und -trainer
- Klauß, Theo (* 1949), deutscher Hochschullehrer für Pädagogik
- Klaußner, Bernd (1940–2025), deutscher Wissenschaftler und Politiker (DDR-CDU, CDU), MdL, MdB
- Klaußner, Burghart (* 1949), deutscher SchauspielerBurghart Klaußner (* 1949)

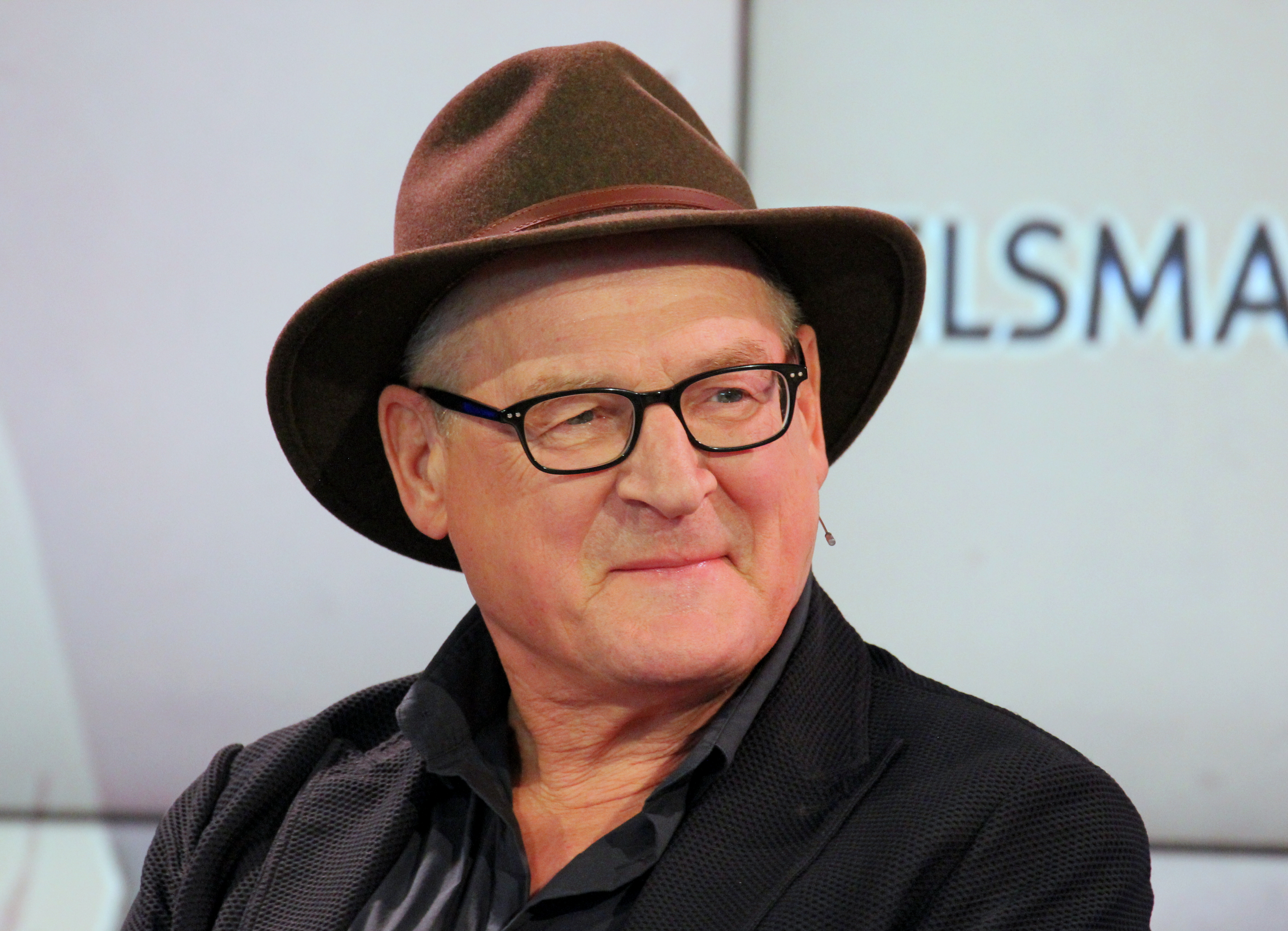
Burghart Klaußner (* 1949)

- Klaußner, Dieter (* 1938), deutscher Fußballspieler
- Klaussner, Eugen (1906–1989), deutscher Unternehmer
- Klaußner, Georg (1882–1936), deutscher Landwirt, Gewerkschafter und Politiker (USPD, SPD), MdL
- Klaußner, Johannes (* 1985), deutscher SchauspielerJohannes Klaußner (* 1985)

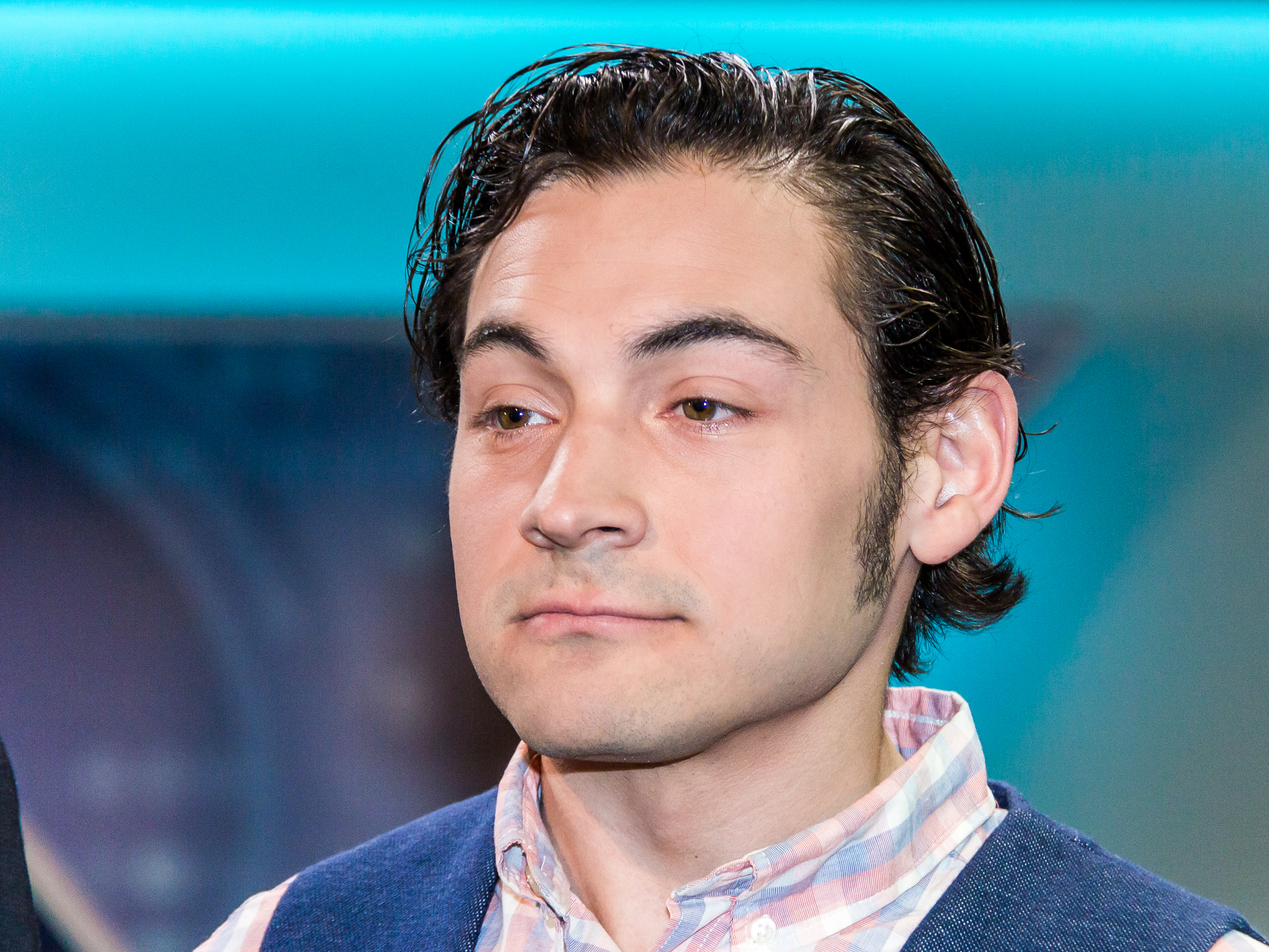
Johannes Klaußner (* 1985)

- Klaußner, Wolf (1930–2005), deutscher Schriftsteller
- Klaustermeyer, Heinrich (1914–1976), deutscher Polizist in der Zeit des Nationalsozialismus
- Klausz, László (* 1971), ungarischer Fußballspieler
- Klautendorffer, Paulus († 1566), deutscher Kirchenlieddichter
- Klautke, Gunther (* 1966), deutscher strahlentherapeutischer Onkologe
- Klautzer, Franz (1910–1971), österreichischer Verleger und Politiker (VdU), Abgeordneter zum Nationalrat
- Klautzsch, Franz, deutscher Fußballspieler
- Klauwell, Otto (1851–1917), deutscher Komponist
- Klauz, László (1961–2013), ungarischer Ringer
- Klauzál, Gábor (1804–1866), ungarischer Politiker, Jurist und Minister

### Klav
- Klava Koka (* 1996), russische Sängerin, Songwriterin und YouTuberin
- Kļava, Oskars (* 1983), lettischer Fußballspieler
- Klavan, Andrew (* 1954), US-amerikanischer Schriftsteller und Drehbuchautor
- Klavan, Dzintar (* 1961), estnischer Fußballspieler
- Klavan, Ragnar (* 1985), estnischer Fußballspieler
- Klavdia (* 2002), griechische Sängerin
- Klävemann, Carl (1816–1872), deutscher Kaufmann und Stifter
- Klävemann, Dietrich (1814–1889), deutscher Verwaltungsjurist und Abgeordneter in Oldenburg
- Klavenes, Arne (* 1952), norwegischer Radrennfahrer
- Klaveness, Lise (* 1981), norwegische Fußballspielerin und -funktionärin
- Klaveno, Mariana (* 1979), US-amerikanische Schauspielerin
- Klaver, Jesse (* 1986), niederländischer Politiker der Partei GroenLinks
- Klaver, Karel (* 1978), niederländischer Hockeyspieler
- Klaver, Lieke (* 1998), niederländische SprinterinLieke Klaver (* 1998)

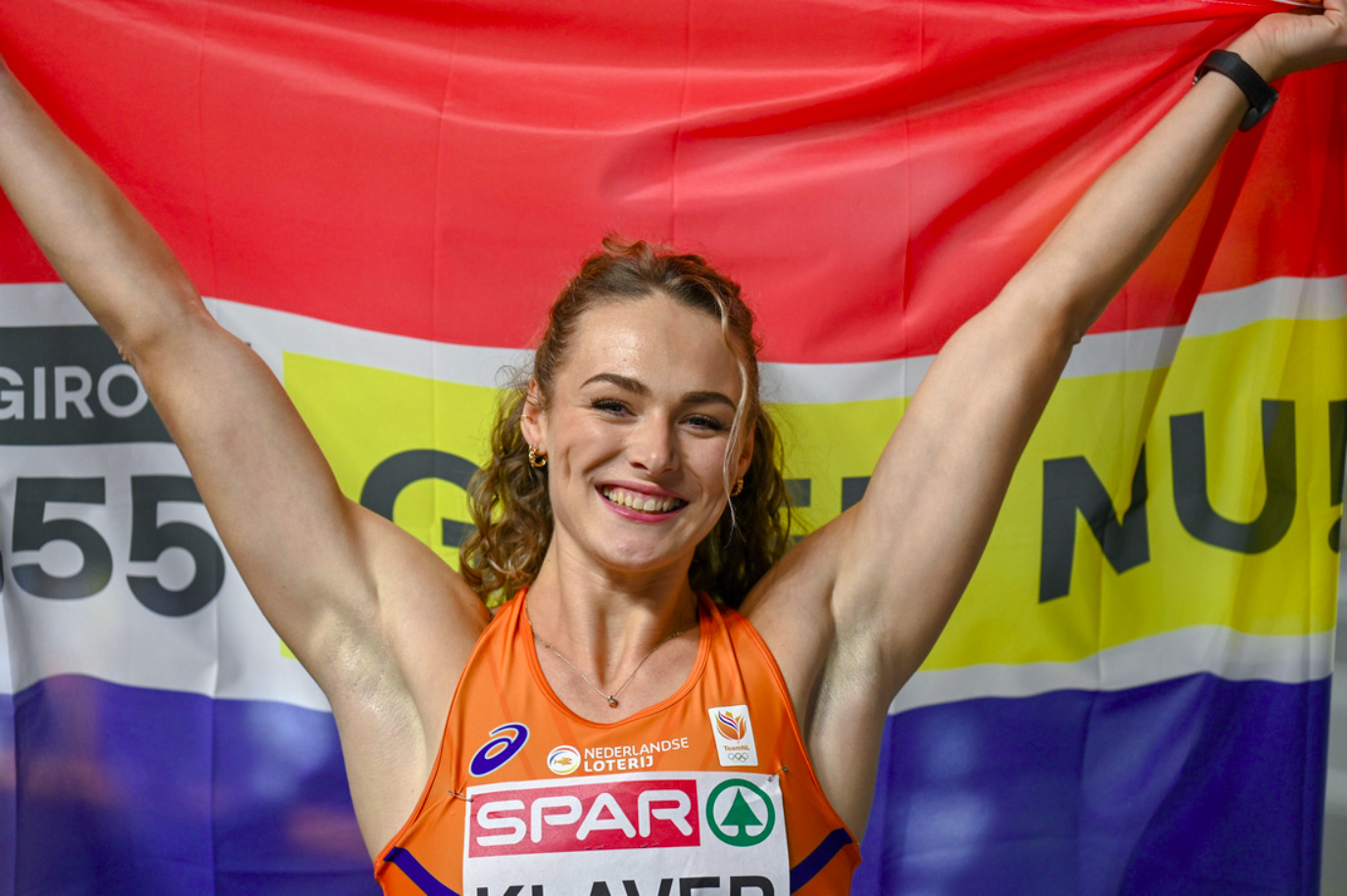
Lieke Klaver (* 1998)

- Klaver, Melody (* 1990), niederländische Schauspielerin
- Klaveren, Bep van (1907–1992), niederländischer Boxer
- Klävers, Steffen (* 1983), deutscher Literaturwissenschaftler und Antisemitismusforscher
- Kļaviņa, Paula (* 2005), lettische Stabhochspringerin
- Klavins, David (* 1954), deutsch-lettischer Klavierbauer

### Klaw
- Klaw, Irving (1910–1966), US-amerikanischer Fotograf
- Klawa-Morf, Anny (1894–1993), Schweizer sozialistische FrauenrechtlerinAnny Klawa-Morf (1894–1993)

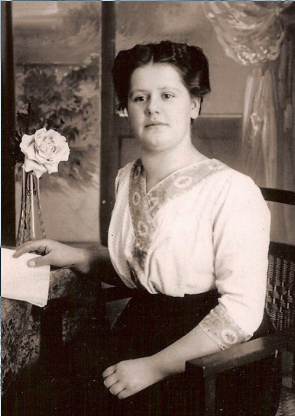
Anny Klawa-Morf (1894–1993)

- Klawdijew, Artjom Alexandrowitsch (* 1999), russischer Eishockeyspieler
- Klawe, Maria (* 1951), US-amerikanische Informatikerin, Mathematikerin und Hochschullehrerin
- Klawe, Willy (* 1951), deutscher Soziologe
- Klawitter, Arnd (* 1968), deutscher Film-, Fernseh- und Theaterschauspieler
- Klawitter, Carl Louis (1869–1953), deutscher Buchhändler und Politiker (SPD)
- Klawitter, Carl William (1856–1929), Werftbesitzer
- Klawitter, Fritz (1866–1942), deutscher Schiffsbauingenieur und Werftbesitzer
- Klawitter, Gertraud, deutsche Schauspielerin und Synchronsprecherin
- Klawitter, Heidi (* 1960), deutsche Radrennfahrerin
- Klawohn, Horst (* 1939), deutscher Radrennfahrer
- Klawonn, Frank (* 1964), deutscher Mathematiker und Informatiker
- Klawonn, Frank (* 1966), deutscher Olympiasieger im Rudern
- Klaws, Alexander (* 1983), deutscher Popsänger und MusicaldarstellerAlexander Klaws (* 1983)

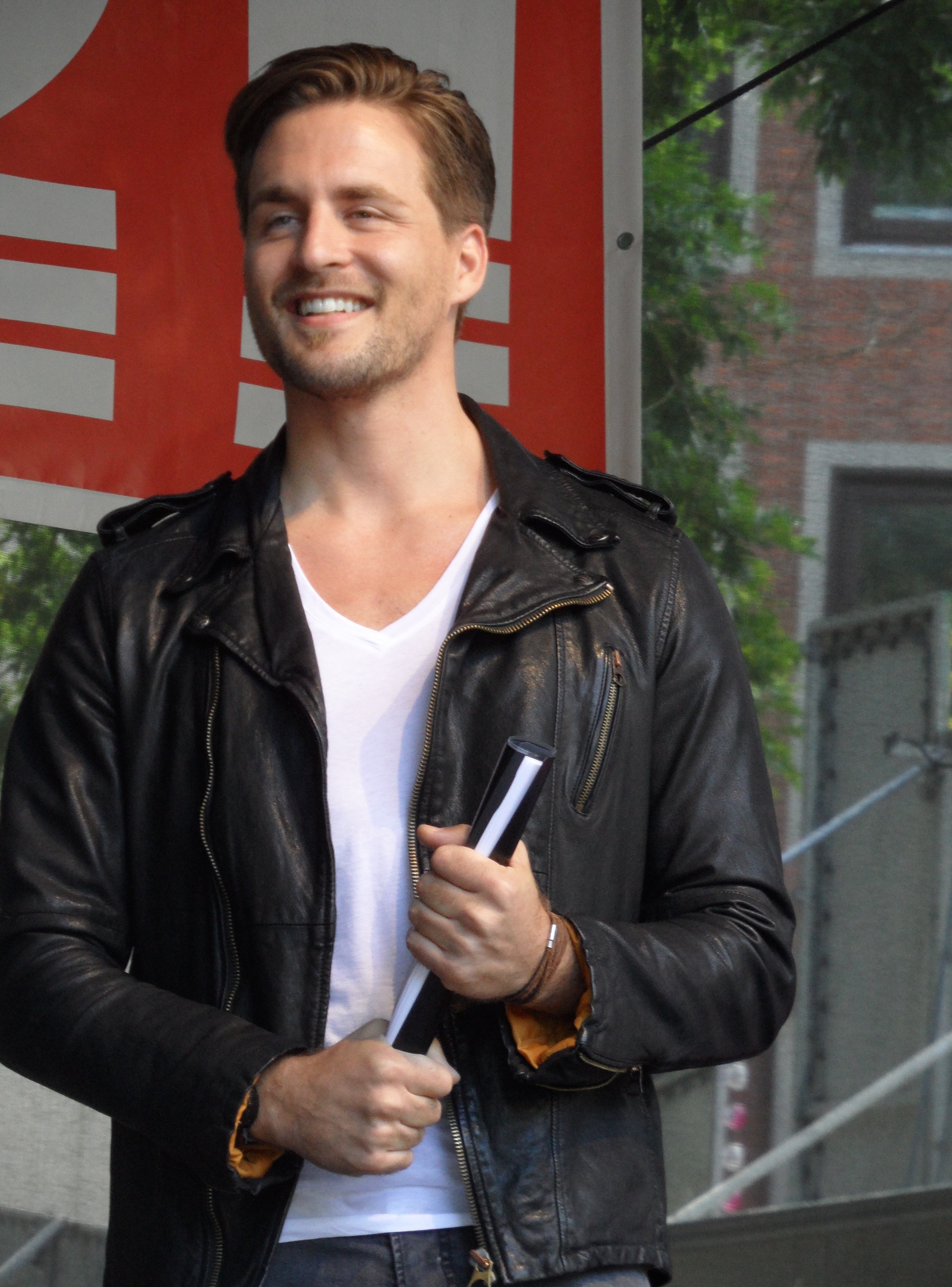
Alexander Klaws (* 1983)

- Klawun, Anja (* 1975), deutsche Schauspielerin
- Klawunde, Doris (* 1958), deutsche Politikerin (Bündnis 90/Die Grünen), stellvertretende Präsidentin der Region Hannover

### Klay
- Kläy, Dieter (* 1963), Schweizer Politiker (FDP)
- Kläy, Greti (1930–2015), Schweizer Filmregisseurin, Kostümbildnerin und Kunstweberin
- Klay, Kurt (1914–1991), deutscher Politiker (SPD), MdL
- Klay, Phil (* 1983), US-amerikanischer Schriftsteller
- Kläy, Reto (* 1978), Schweizer Eishockeyspieler und -funktionär
- Kläy, Thomas (* 1961), Schweizer Curler
- Klayman, Alison (* 1984), US-amerikanische Dokumentarfilmerin und Journalistin
- Klayman, Larry (* 1951), US-amerikanischer konservativer Jurist und rechtsextremistisch orientierter Politiker
- Klayman, Yarden (* 1993), israelische Saxophonistin
- Klayndl, Mathes, österreichischer Steinmetzmeister

### Klaz
- Klazen, Derek (* 1965), namibischer Politiker und Minister